# Elecciones a las Cortes Valencianas de 2015
Las elecciones a las Cortes Valencianas correspondientes a la IX Legislatura de la Comunidad Valenciana del actual período democrático, organizadas por la Consejería de Gobernación y Justicia, se celebraron el 24 de mayo de 2015. De acuerdo con el Estatuto de Autonomía del 2006 y la ley electoral valenciana, la circunscripción electoral es la provincia y cada una de las tres provincias valencianas tiene asignado un mínimo de veinte diputados, más un número adicional variable en función de su población, hasta llegar a los 99 diputados que forman las Cortes Valencianas. De este modo, según el decreto de convocatoria de las elecciones, la provincia de Alicante elige a 35 diputados, la de Castellón a 24 y la de Valencia a otros 40.
Con una participación del 71,14 %, las elecciones fueron ganadas por el Partido Popular con el 26,25 % de los votos (18,10 % de la población con derecho a voto) y 31 escaños frente al 20,30 % de los votos (14 % de los censados con derecho a voto) y 23 escaños del Partido Socialista Obrero Español. Además, otras 3 candidaturas obtuvieron representación en la cámara, entrando por primera vez Podemos y Ciudadanos, además de Compromís, que ya contaba con diputados en la anterior legislatura. Por su parte Acord Ciutadà, coalición en la que estaba integrada Esquerra Unida del País Valencià (junto a Esquerra Republicana del País Valencià), no consiguió el 5% de los votos, por lo que perdió su representación en las Cortes Valencianas.

## Características

### Sistema electoral
Según la ley electoral valenciana, para presentar candidaturas, las agrupaciones de electores deben recoger, al menos, la firma del 1 % de los inscritos en el censo electoral de la circunscripción respectiva, pudiendo cada elector apoyar solo a una agrupación electoral.
Por lo que respecta al número de diputados de las Cortes Valencianas, estas están compuestas por 99 diputados, elegidos cada cuatro años mediante el sistema D'Hondt. Los candidatos se presentan en listas cerradas de los partidos políticos, y el voto es directo y secreto, pudiendo votar todos los mayores de 18 años. Para las elecciones la Comunidad Valenciana se divide en tres circunscripciones electorales, coincidiendo con las tres provincias (Alicante, Castellón y Valencia).
Según la ley electoral de la Comunidad Valenciana, para la atribución de escaños de acuerdo con los resultados del escrutinio se realiza conforme a las siguientes reglas:
- No se tienen en cuenta aquellas candidaturas que no hubieran obtenido al menos el 5 % de los votos emitidos en la Comunidad Valenciana.[14]
- Se ordenan de mayor a menor, en una columna, las cifras de votos obtenidos por las respectivas candidaturas.[14]
- Se divide el número de votos obtenidos por cada candidatura por 1, 2, 3, etcétera, hasta un número igual al de escaños correspondientes a la circunscripción. Los escaños se atribuyen a las candidaturas que obtengan los cocientes mayores en el cuadro, atendiendo a un orden decreciente.[14]
- Cuando en la relación de cocientes, con aplicación en su caso de decimales, coincidan dos o más correspondientes a distintas candidaturas, el escaño se atribuirá a la que mayor número total de votos hubiese obtenido. Si hubiera dos candidaturas con igual número total de votos, el primer empate se resolverá por sorteo y los sucesivos de forma alternativa.[14]
- Los escaños correspondientes a cada candidatura se adjudican a los candidatos incluidos en ella por el orden de colocación en que aparezcan.[14]

### Administración electoral
La Administración Electoral tiene como finalidad garantizar la transparencia y objetividad del proceso electoral y el principio de igualdad en el acceso a los cargos públicos. La Administración Electoral está formada por la Junta Central Electoral y todas las instituciones electorales que establece la Ley Electoral de la Generalidad Valenciana:
- La Junta Electoral Central tiene por funciones el dirigir y supervisar la actuación de la Oficina del Censo Electoral; cursar instrucciones de obligado cumplimiento a las Juntas Electorales Provinciales y, en su caso, de Comunidad Autónoma; resolver con carácter vinculante las consultas que le eleven las Juntas Provinciales y, en su caso, las de la Comunidad Autónoma; revocar de oficio en cualquier tiempo o, a instancia de parte interesada las decisiones de las Juntas Electorales Provinciales y, en su caso, de Comunidad Autónoma, cuando se opongan a la interpretación de la normativa electoral realizada por la Junta Electoral Central; unificar los criterios interpretativos de las Juntas Electorales Provinciales y, en su caso, de comunidad autónoma en la aplicación de la normativa electoral; aprobar a propuesta de la Administración del Estado o de las administraciones de las comunidades autónomas los modelos de actas de constitución de Mesas electorales, de escrutinio de sesión, de escrutinio general y de proclamación de electos. Tales modelos deberán permitir la expedición instantánea de copias de las actas, mediante documentos autocopiativos u otros procedimientos análogos; resolver las quejas, reclamaciones y recursos que se le dirijan, de acuerdo con la presente Ley o con cualquier otra disposición que le atribuya esa competencia; velar por el cumplimiento de las normas relativas a las cuentas y a los gastos electorales por parte de las candidaturas durante el período comprendido entre la convocatoria y el centésimo día posterior a la celebración de elecciones; ejercer potestad disciplinaria sobre todas las personas que intervengan con carácter oficial en las operaciones electorales; corregir las infracciones que se produzcan en el proceso electoral siempre que no sean constitutivas de delito e imponer multas hasta la cuantía máxima prevista en la Ley; y expedir las credenciales a los Diputados, Senadores y Diputados Provinciales y Consejeros insulares en caso de vacante por fallecimiento, incapacidad o renuncia, una vez finalizado el mandato de las Juntas Electorales Provinciales y de Zona.[15]
- La Junta Electoral de la Comunidad Valenciana se encarga de resolver las consultas que elevan las juntas electorales provinciales, y dictar instrucciones en materia de su competencia; resolver las quejas, reclamaciones y recursos que le sean dirigidos; ejercer la jurisdicción disciplinaria sobre todas las personas que intervengan con carácter oficial en las operaciones electorales; determinar y declarar en las elecciones a las Cortes Valencianas qué candidaturas han obtenido un número de votos superior al 5% de los emitidos en la Comunidad Valenciana, como requisito previo imprescindible para la proclamación de candidatos electos por las Juntas Electorales Provinciales respectivas, las cuales a estos efectos deberán comunicar a la Junta Electoral de la Comunidad Valenciana el resultado del escrutinio, inmediatamente después de haberse efectuado; corregir las infracciones que se produzcan en el proceso electoral, siempre que no sean reservadas a los tribunales y otros órganos, e imponer multas; y aplicar y garantizar el derecho de uso gratuito de espacios a los medios de comunicación de propiedad pública, en el supuesto previsto en el artículo 32 de la Ley Electoral Valenciana, y en general garantizar el ejercicio de las libertades públicas durante el proceso electoral.[16]

El 10 de abril de 2015 se publicó en el DOCV que Pilar de la Oliva, presidenta de la Sala de lo Civil y Penal del Tribunal Superior de Justicia de la Comunidad Valenciana (TSJCV), fue nombrada presidenta de la Junta Electoral de la Comunidad Valenciana, del mismo modo que fueron nombrados vocales Antonio Vicente Cots Díaz, José Francisco Ceres Montes, María Pía Calderón Cuadrado, Tomás Sala Franco, Remedios Sánchez Férriz y Carlos Flores Juberías, mientras que la figura del secretario recayó en Francisco J. Visiedo Mazón.
- Las Juntas Electorales Provinciales podrán cursar instrucciones de cumplimiento obligatorio a las Juntas Electorales de Zona en cualquier materia electoral; resolver de manera vinculante las consultas que le elevan las Juntas Electorales de Zona; revocar de oficio en cualquier tiempo o instancia de parte interesada, dentro de los plazos previstos en el artículo 21 de la Ley Orgánica del Régimen Electoral General (LOREG), las decisiones de las Juntas Electorales de Zona cuando se opongan a la interpretación realizada por la Junta Electoral Provincial; y unificar los criterios interpretativos de las Juntas Electorales de Zona en cualquier materia electoral.[18]
- Las Juntas Electorales de Zona se encarga de resolver las consultas, quejas, recursos y reclamaciones efectuadas por los electores, los partidos políticos, asociaciones, coaliciones o federaciones y agrupaciones de electores, así como las alegaciones presentadas por aquellos que hayan estado designados presidentes y vocales de mesa sobre la imposibilidad de la aceptación del cargo; distribuir los emplazamientos disponibles para la colocación gratuita de carteles, pancartas y banderolas, así como los locales oficiales y lugares públicos disponibles para la realización gratuita de actos de campaña electoral; expedir la correspondiente credencial a los apoderados nombrados por los representantes de las candidaturas; y proveer a las mesas del material electoral necesario para el correcto desarrollo de la jornada electoral, así como supervisar la formación. En la actualidad hay 20 juntas electorales de zona (Vinaroz, Castellón, Segorbe, Líria, Sagunto, Valencia, Requena, Sueca, Alcira, Játiva, Onteniente, Gandía, Denia, Alcoy, Villena, Villajoyosa, Alicante, Elda, Elche y Orihuela).[19]
- Las mesas electorales, como unidad básica del proceso electoral, son parte de la administración electoral, están formadas por un/a presidente/a y dos vocales y sus respectivos suplentes, y tiene como objeto fundamental garantizar la libertad y el secreto del voto así como velar para que el derecho del voto se ejerza personalmente.[20] Para este proceso electoral se constituyeron 5.762 mesas electorales, 34 menos que en el año 2011.[21]

## Antecedentes: elecciones del 2011 y VIII legislatura
| 55 GP Popular 33 GP Socialista | 6 GP Compromís 5 GP EUPV |

Resultado de las elecciones de 2011:
GP Popular
GP Socialista
GP Compromís
GP EUPV

El 22 de mayo de 2011, Francisco Camps consiguió una nueva mayoría absoluta en las elecciones a las Cortes Valencianas, obteniendo el Partido Popular de la Comunidad Valenciana (PPCV) 55 diputados, aunque a mediados del año 2014 Rafael Blasco fue expulsado del grupo parlamentario por estar imputado en el caso de corrupción Cooperación, lo que hizo que el PPCV se quedara con 54 diputados hasta que Blasco fue condenado y obligado a dimitir como diputado en junio de 2014, momento en el que el PPCV recuperó el escaño perdido. El partido que consiguió quedar en segunda posición y ser el principal partido de la oposición fue el Partido Socialista del País Valenciano, que obtuvo 33 diputados, mientras que la Compromís y Esquerra Unida del País Valencià consiguieron entrar en las Cortes con 6 y 5 diputados respectivamente. De este modo, Camps fue investido presidente de la Generalidad por el pleno de las Cortes Valencianas el 16 de junio de 2011, tomando posesión del cargo el día 21 de junio a las 11 de la mañana.
A escasas semanas de haber tomado posesión del cargo, el 20 de julio, Francisco Camps dimitió de su cargo tras ser imputado en el caso Gürtel, aunque afirmando su inocencia en todo momento. De este modo, el 20 de julio se anunció que Alberto Fabra, el entonces alcalde de Castellón de la Plana, sería propuesto a las Cortes Valencianas para ser elegido presidente de la Generalidad, hecho que ocurrió el 26 de julio, cuando fue investido por las Cortes Valencianas nuevo presidente, aunque no tomó posesión de su cargo hasta el 28 de julio.

### Cierre de Radiotelevisión Valenciana
Un hecho relevante que sucedió en la VIII legislatura y que tuvo consecuencias para la campaña electoral ocurrió en noviembre de 2013 cuando el Consejo de la Generalidad Valenciana cerró la Radiotelevisión Valenciana, televisión donde se realizaban los debates electorales de la Comunidad Valenciana. Debido a esto el diputado autonómico de Esquerra Unida y candidato a la presidencia de la Generalidad por Acord Ciutadà, Ignacio Blanco, solicitó al Consejo Asesor de RTVE que fuera la cadena pública nacional la que programara los debates electorales de la campaña autonómica valenciana, a lo que el director de RTVE, Javier Gomar, respondió que la corporación no tenía ningún estudio de televisión para montar debates electorales de los candidatos a la presidencia de la Generalidad en la Comunidad Valenciana, por lo que de acordarse su realización en la televisión pública, cosa que finalmente no sucedió, los representantes políticos valencianos tendrían que desplazarse a Madrid o Barcelona para grabar el espacio.

## Disolución de las Cortes y convocatoria de elecciones
El artículo 23.4 del Estatuto de Autonomía de la Comunidad Valenciana establece que la disolución y convocatoria de nuevas elecciones a las Cortes Valencianas se debe realizar por medio de un decreto del presidente de la Generalidad, el cual entrará en vigor el día de su publicación en el Diario Oficial de la Comunidad Valenciana (DOCV). En el mismo sentido se pronuncian los artículos 42 de la Ley Orgánica 5/1985 del Régimen Electoral General y 14 de la Ley 1/1987 Electoral Valenciana.
De este modo, las elecciones fueron convocadas el 31 de marzo de 2015, tras publicarse en el DOCV el «Decreto 4/2015, de disolución de las Cortes y convocatoria de elecciones a las mismas», firmado el 30 de marzo por el presidente de la Generalidad Valenciana Alberto Fabra, previa deliberación del Consejo de la Generalidad Valenciana. En el decreto se disolvían las Cortes Valencianas elegidas el día 22 de mayo de 2011; se convocaban elecciones para el día 24 de mayo de 2015; establecía los diputados por elegir en cada circunscripción (Alicante 35, Castellón 24 y Valencia 40); fijaba que la campaña electoral tendría una duración de 15 días, desde las cero horas del día 8 de mayo de 2015, hasta las veinticuatro horas del día 22 de mayo de 2015; y finalmente indicaba que la sesión constitutiva de las nuevas Cortes Valencianas tendría lugar el día 11 de junio de 2015, a las 10:30 horas, en el Palacio de los Borja de Valencia.

## Precampaña electoral

### Presentación de candidaturas
A lo largo de varios meses antes de las elecciones, se fueron formando las distintas candidaturas a las elecciones, las cuales se presentaron, según el calendario electoral oficial, entre el 15 y el 20 de abril. Una vez presentadas las candidaturas se publicaron el 22 de abril en el Diario Oficial de la Comunidad Valenciana (DOCV), aunque este listado no fue el definitivo, ya que la Junta Electoral de la Comunidad Valenciana debió comprobar que cumplían con todos los requisitos legales para poder concurrir a las elecciones. De este modo, el 28 de abril, una vez revisadas todas las candidaturas se procedió a publicar en el DOCV las candidaturas proclamadas para las elecciones.

#### Candidaturas con representación previa en las Cortes Valencianas

##### Partido Popular de la Comunidad Valenciana

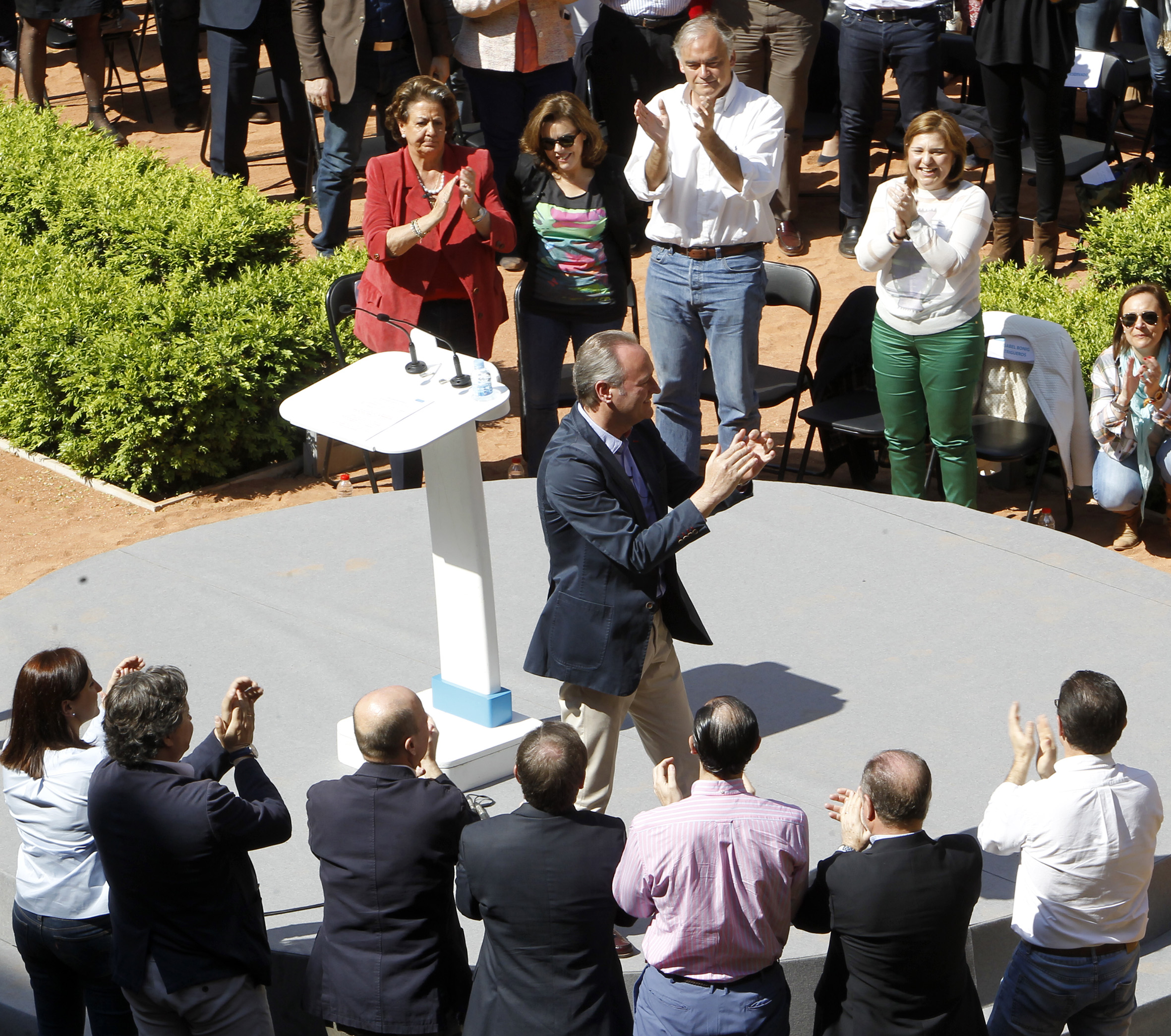
Presentación de Alberto Fabra como candidato

- Nombre de la candidatura: Partido Popular.
- Integrantes de la candidatura: Partido Popular de la Comunidad Valenciana (PPCV).[36]
- Cabeza de lista en Alicante: José Císcar Bolufer.[4]
- Cabeza de lista en Castellón: Isabel Bonig Trigueros.[4]
- Cabeza de lista en Valencia y candidato a la Presidencia: Alberto Fabra Part.[4]
- Escaños obtenidos en 2011: 55 diputados.[37]

En el mes de enero del 2015 el Partido Popular aún no había establecido quién sería el candidato del partido a la presidencia de la Generalidad Valenciana, aunque el actual presidente de la Generalidad Valenciana, Alberto Fabra, se había autoproclamado candidato en varios actos del partido. Sin embargo, debido a los malos resultados cosechados en las encuestas, la ejecutiva nacional del PP estaba buscando alternativas y para encontrar la mejor opción de cara al electorado valenciano realizó encuestas de conocimiento y valoración de posibles candidatos como Isabel Bonig, María José Català o Esteban González Pons. Aunque el 4 de febrero, horas antes de la visita de Rajoy a la factoría Ford de Almusafes, varios periódicos publicaron que el Partido Popular había confirmado a Fabra como candidato a la reelección, esto no fue así, ya que a finales de febrero el partido aun no había propuesto a ningún candidato. Finalmente, el 5 de marzo se reunió el comité electoral regional del PPCV para proclamar candidato a la presidencia de la Generalidad a Alberto Fabra, candidatura ratificada el 6 de marzo por la dirección nacional de los populares.

##### Partido Socialista del País Valenciano
- Nombre de la candidatura: Partido Socialista Obrero Español.
- Integrantes de la candidatura: Partido Socialista del País Valenciano (PSPV).[44]
- Cabeza de lista en Alicante: Julián López Milla.[45]
- Cabeza de lista en Castellón y candidato a la Presidencia: Ximo Puig i Ferrer.[5]
- Cabeza de lista en Valencia: María José Mira García.[46]
- Escaños obtenidos en 2011: 33 diputados.[37]

En el Comité Federal del PSOE del 18 de enero del 2014 se llegó a un acuerdo en relación con el proceso de elección del candidato a la Presidencia de la Generalidad Valenciana, el cual autorizaba al PSPV a organizar unas primarias abiertas a la sociedad para la elección del candidato autonómico. De este modo, el 9 de marzo de 2014 el PSPV celebró las primarias abiertas para decidir el candidato a la presidencia de la Generalidad, en las que concurrieron dos candidatos, Ximo Puig y Toni Gaspar, saliendo vencedor el primero, gracias al apoyo del 68,9% de los electores. Hay que destacar que por primera vez en la historia del PSPV-PSOE el candidato a la presidencia de la Generalidad se presentará por la provincia de Castellón y no por la de Valencia.
Una vez se comenzó a configurar las listas electorales, el PSPV invitó a varias personalidades independientes a encabezar sus listas en las circunscripciones de Alicante y Valencia. Entre los invitados estuvieron los catedráticos Jorge Olcina y Josefina Bueno, quienes rechazaron la oferta. Finalmente los que aceptaron encabezar las listas fueron Julián López y María José Mira. Una vez presentadas las candidaturas, la Junta Electoral rechazó la candidatura del PSPV por Alicante, ya que la número cuatro de la lista, Pilar Pérez Solano, una cineasta fichada como independiente por Ximo Puig, estaba empadronada en Madrid, por lo que tuvieron que rehacer la lista.

##### Coalició Compromís
- Nombre de la candidatura: Coalició Compromís: Bloc-Iniciativa-Verds.[54]
- Integrantes de la candidatura: Bloc Nacionalista Valencià (Bloc), Iniciativa del Poble Valencià (Iniciativa), Verds-Equo del País Valencià (Verds) y Gent de Compromís (GdC).
- Cabeza de lista en Alicante: Mireia Mollà i Herrera (Iniciativa).[55][56]
- Cabeza de lista en Castellón: Vicent Marzà Ibáñez (Bloc).[55][56]
- Cabeza de lista en Valencia y candidata a la Presidencia: Mònica Oltra Jarque (Iniciativa).[57]
- Escaños obtenidos en 2011: 6 diputados.[37]

El 11 de julio de 2014 Mònica Oltra anunció que se presentaba a encabezar la candidatura de la formación a la Generalidad en las elecciones de 2015 y pidió unas primarias abiertas para elegir la totalidad de listas municipales y autonómicas de la coalición.

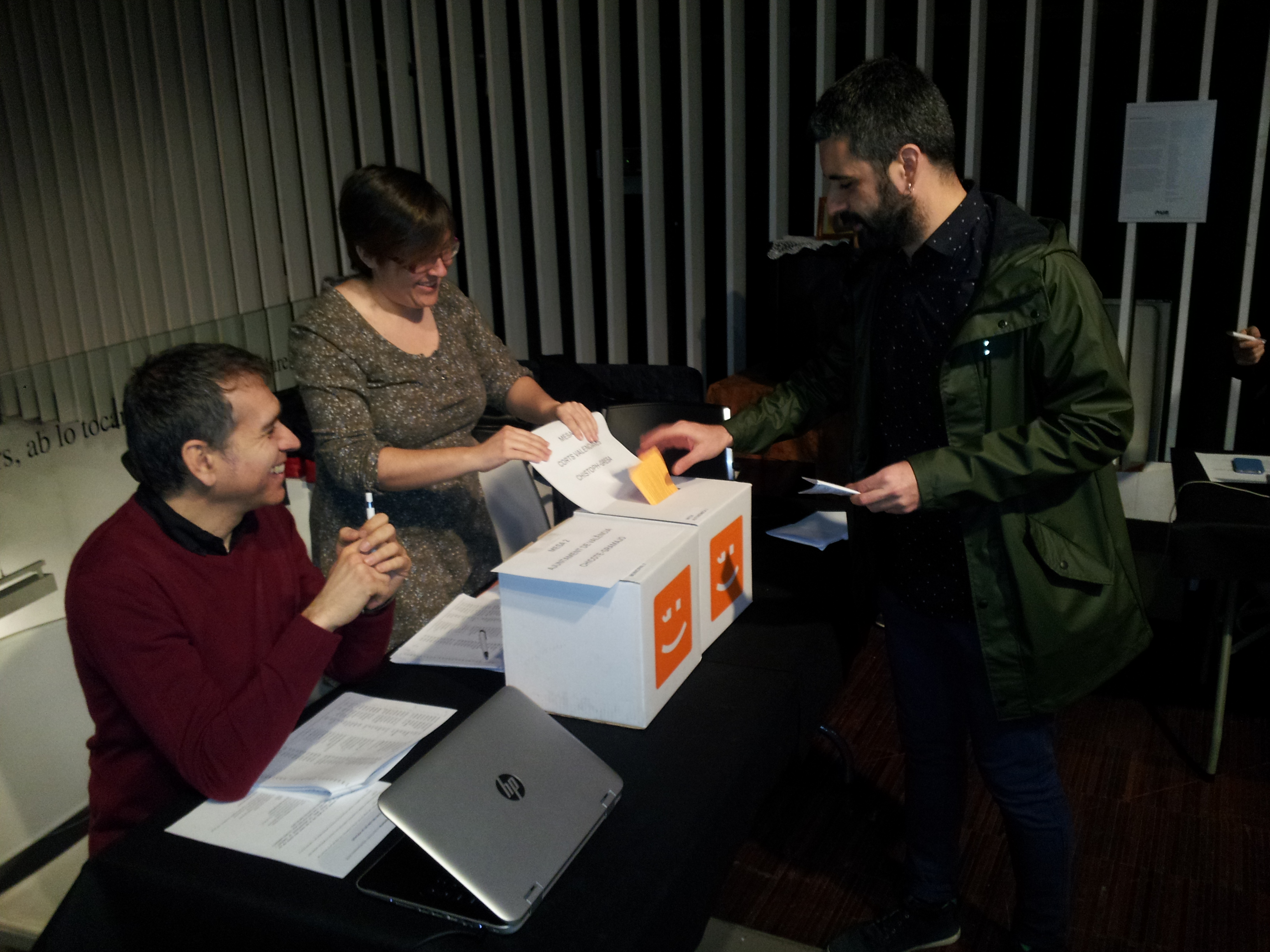
Pere Fuset, candidato en las listas de la ciudad de Valencia, votando en las primarias de Compromís

Tras meses de negociaciones, el 13 de noviembre Compromís terminó de diseñar las primarias para elegir sus candidatos a las elecciones autonómicas de mayo de 2015, las cuales consistirían en votaciones separadas para el candidato a la presidencia, así como los cabezas de las listas de Castellón y Alicante y el número 2 de la lista de Valencia, y una tercera votación para el resto de integrantes de la lista, con entre una y tres posiciones reservadas como cuotas de pluralidad. Aunque en un primer momento el reglamento de primarias no fue aprobado en el Consejo General de la Coalición por no llegar a la mayoría cualificada de 2 tercios (64% a favor por 66% necesario), fundamentalmente por la oposición de la mayor parte de Bloc, finalmente el reglamento fue aprobado por el 95,7% de los votos del Consejo General de la Coalición pocos días después.
Una vez finalizado el plazo de presentación de candidaturas, y recogidos los avales necesarios, Mònica Oltra fue designada candidata de la coalición a presidir la Generalidad, ya que no se presentó nadie para competir con la diputada en las primarias. Mientras que el también coportavoz de la coalición, Enric Morera, fue el cabeza de lista autonómica de la circunscripción de Valencia al ser la suya la única candidatura en presentarse y recoger los avales, por lo que Morera ocupó el lugar número 2 por la circunscripción de Valencia. Mientras tanto en la circunscripción de Alicante, después de la recogida de avales, los candidatos para encabezar la lista fueron 5: Josep Nadal, Mireia Mollà, Rafa Climent, Josep Crespo y Marian Campello. Finalmente, por la circunscripción de Castellón los candidatos para encabezar la lista autonómica de Compromís fueron también 5: Vicent Marzà, Víctor García, Carles Mulet, Roger Mira y Mònica Álvaro.
El plazo para inscribirse como votante en las primarias terminó el 21 de enero de 2015 con 40 175 inscritos. Las votaciones primarias a través de internet se desarrollaron entre los días 28 y 30 de enero, mientras que las votaciones presenciales se realizaron el 31 de enero. En las votaciones participó más del 70 % del censo, es decir, en total casi 30 000 personas ejercieron su derecho al voto. Por lo que respecta a los resultados, Mònica Oltra fue declarada formalmente candidata a la presidencia de la Generalidad, mientras que Mireia Mollà i Herrera (Iniciativa) y Vicent Marzà Ibáñez (Bloc) fueron designados cabezas de lista por Alicante y Castellón respectivamente.
En lo que respecta a posibles pactos y coaliciones con otros partidos, en septiembre de 2014 Enric Morera abrió la puerta a que la coalición hablara con otros partidos, como Podemos, para formar una candidatura conjunta de cara a las elecciones autonómicas, a lo cual Mònica Oltra se mostró favorable. A finales de 2014 y principios del 2015 el Bloc inició conversaciones con Esquerra Republicana del País Valencià para que este partido concurriera a las elecciones con Compromís, integrándose en la coalición como un partido adherido, para lo cual contaba con el apoyo de otros partidos adheridos, como Estat Valencià y Esquerra Valenciana, aunque para conseguirlo también se necesitaba la aprobación de los otros dos partidos miembros de la coalición, Iniciativa y Verds. Pese a que ERPV esperaba poder llegar a un acuerdo autonómico de cara a las elecciones, el líder del Bloc Nacionalista Valencià declaró que las posibilidades de acuerdo eran de ámbito local, y solo en algunos municipios donde ya se habían establecido contactos entre ambas formaciones. Cuando el 27 de febrero Compromís proclamó sus candidaturas para las elecciones autonómicas y municipales sin miembros de Esquerra Republicana en sus listas fue interpretado como un «portazo» de Compromís a la posible integración de ERPV, lo cual hizo que esta formación retomara los contactos con EUPV anunciando un preacuerdo con esta formación a comienzos de marzo.

##### Acord Ciutadà
- Nombre de la candidatura: Esquerra Unida País Valencià-Els Verds-Esquerra Republicana País Valencià-Alternativa Socialista: Acord Ciutadà.[9]
- Integrantes de la candidatura: Esquerra Unida del País Valencià (EUPV),[75] Els Verds del País Valencià (EVPV)[76] Esquerra Republicana del País Valencià (ERPV),[77] y Alternativa Socialista (AS).[78]
- Cabeza de lista en Alicante: Esther López Barceló.[79]
- Cabeza de lista en Castellón: Jesús Monleón Peiró.[80][79]
- Cabeza de lista en Valencia y candidato a la Presidencia: Ignacio Blanco Giner.[10][79]
- Escaños obtenidos en 2011: EUPV se presentó en solitario obteniendo 5 diputados, ERPV se presentó sin resultar elegido ningún candidato. El resto de partidos de la coalición no se presentaron a los comicios anteriores.[37]

El Consell Polític Nacional de EUPV aprobó el 12 de julio de 2014 por 65 votos a favor, 17 en contra y 16 abstenciones el acuerdo que posibilitaba la celebración de unas primarias para escoger al candidato a la Presidencia de la Generalidad a través de un sistema abierto a toda la ciudadanía de izquierdas, así como también las listas electorales mediante un proceso abierto a toda la militancia, y el 13 de septiembre aprobó que estas se celebraran el 8 de noviembre. El primer militante, que se postuló a las primarias para ser el candidato de la formación para la presidencia a la Generalidad fue Ignacio Blanco, el cual no contaba con el apoyo de la dirección del PCPV, por lo que se tuvo que enfrentar a la coordinadora de EUPV y portavoz parlamentaria de la coalición, Marga Sanz. El 8 de noviembre salió vencedor de las primarias Ignacio Blanco, quien obtuvo un 53,14 % de los votos, frente al 43,8 % de su rival, Marga Sanz. Por otro lado, en las primarias para ser cabeza de lista en las provincias de Alicante y Castellón vencieron Esther López Barceló y Jesús Monleón respectivamente.
Por su parte Esquerra Republicana del País Valencià celebró su Consell de País en Valencia el 13 de julio de 2014 con vistas a las elecciones autonómicas y municipales del 2015. El órgano de gobierno de este partido acordó iniciar un proceso de negociación con otras fuerzas valencianas con las que compartan objetivos como el espolio fiscal, la defensa del Estado del Bienestar, el derecho a decidir, la defensa de la lengua y la denominación País Valenciano, para establecer acuerdos estables y a largo término de colaboración, integración y/o adhesión a proyectos valencianistas de izquierdas, así como también otros tipos de acuerdos electorales.
De este modo, a finales de 2014 entablaron conversaciones con Esquerra Unida del País Valencià, aunque en un principio esta formación rechazo realizar un pacto electoral con ERPV, por lo que a principios del 2015, tantearon a Compromís para integrarse en las listas de la coalición, para lo cual contaba con el apoyo de otros partidos adheridos, como Estat Valencià y Esquerra Valenciana, así como también con el de algunos dirigentes históricos de la formación catalanista, como Josep-Lluís Carod-Rovira, quien llegó a decir que si no se llegaba a ningún acuerdo entre ambas formaciones ERPV no debería presentarse a las elecciones. Debido a estos contactos, el 24 de enero ERPV anunció la creación de una comisión negociadora formada por miembros de la ejecutiva del partido para iniciar conversaciones con Compromís con la voluntad de llegar a un acuerdo electoral de cara a las elecciones autonómicas y municipales, si bien el portavoz del Bloc Nacionalista Valencià, Enric Morera solo concebía acuerdos puntuales en el ámbito municipal. Finalmente, el 27 de febrero Compromís proclamó sus candidaturas para las elecciones autonómicas y municipales, sin miembros de Esquerra Republicana en sus listas, lo que fue interpretado como un «portazo» de Compromís a la posible integración de ERPV.
Una vez descartado la integración de ERPV en Compromís para las elecciones a las Cortes, tanto EUPV como ERPV estaban en negociaciones para conformar listas conjuntas en varios municipios, momento en el cual Esquerra Unida propuso a los dirigentes de los republicanos hacer extensible el pacto a las listas para el parlamento autonómico, idea que fue muy bien recibida por estos. Tras la propuesta inicial, ambos partidos acordaron que iban a consultar a las ejecutivas de sendos partidos y ver si aprobaban el comienzo de las negociaciones, así como el ampliar la invitación a Els Verds del País Valencià y a Alternativa Socialista del País Valencià. Pese a que la ejecutiva de ERPV sí estaba de acuerdo con la propuesta, en la reunión de la ejecutiva de EUPV se rechazó ir a las elecciones a las Cortes Valencianas en coalición con los catalanistas republicanos. Finalmente y por sorpresa, el 29 de marzo el candidato a la Presidencia de la Generalidad por EUPV anunció en un comunicado que, tras haber consultado a sus bases, su formación concurriría a las elecciones autonómicas en la coalición Acord Ciutadà, la cual contaría también con Esquerra Republicana del País Valencià, Els Verds del País Valencià y Alternativa Socialista.
Por su parte, cuando Els Verds del País Valencià recibió la invitación a formar parte de la coalición ya habían realizado unas primarias abiertas para elegir a su candidato a la presidencia de la Generalidad, las cuales fueron convocadas por la Mesa de País d’Els Verds del País Valencià en la reunión del 13 de diciembre celebrada en la Eliana, para el 24 de enero de 2015. Las primarias contaron con la participación de todas las personas afiliadas y simpatizantes de las diferentes asambleas locales y comarcales de Els Verds del País Valencià, quienes tuvieron que elegir entre Pura Peris, profesora de la Facultad de Derecho de la Universidad de Valencia, Ramón Adell, exconcejal y portavoz de Los Verdes de Vinaròs, y Carmen Morate, militante de Torrevieja y destacada defensora de los derechos de los animales. Tras el recuento Pura Peris consiguió el 78 % de los votos, Ramón Adell el 8 % y Carmen Morate el 14 %. Con la integración del partido en la coalición Pura Perís ya no fue candidata a la presidencia, pero concurrió en el puesto número seis de la lista de la coalición por Valencia.

#### Candidaturas sin representación previa en las Cortes Valencianas pero sí en otros parlamentos

##### Ciudadanos-Partido de la Ciudadanía
- Nombre de la candidatura: Ciudadanos-Partido de la Ciudadanía.
- Integrantes de la candidatura: Ciudadanos-Partido de la Ciudadanía (Cs).[96]
- Cabeza de lista en Alicante: Emigdio Tormo Moratalla.[97]
- Cabeza de lista en Castellón: Mercedes Ventura Campos.[98]
- Cabeza de lista en Valencia y candidata a la Presidencia: Carolina Punset Bannel.[7]

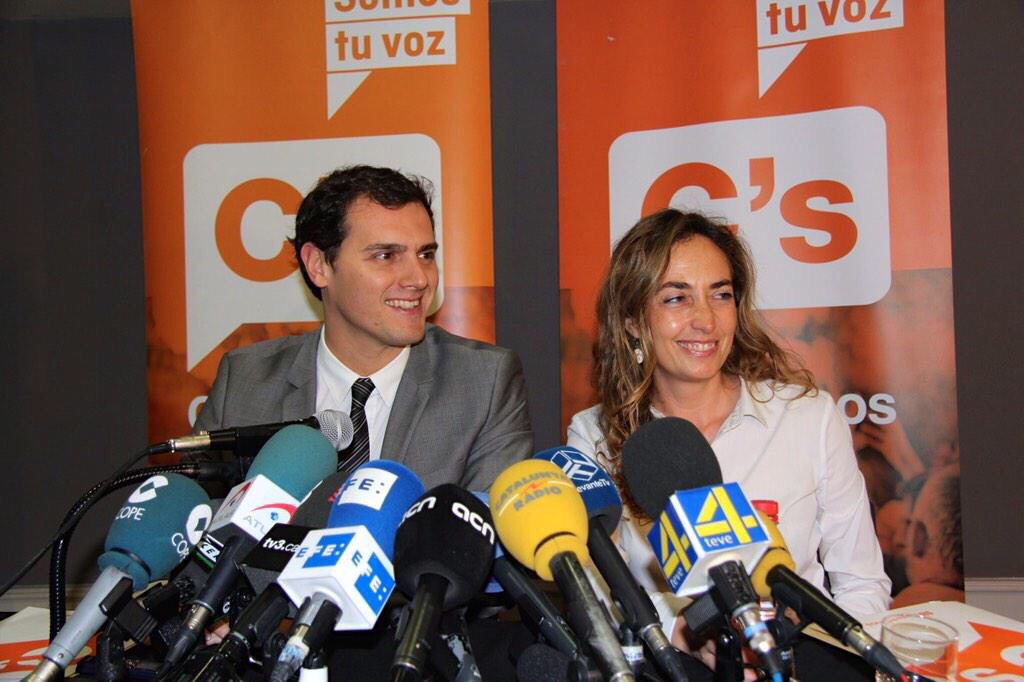
Carolina Punset y Albert Rivera en la presentación de la candidatura a la Generalidad

A comienzos del 2014 el partido, dirigido en la Comunidad Valenciana por una gestora, realizó varias declaraciones en las que insinuó que se presentaría a las elecciones autonómicas valencianas. El 1 de noviembre de 2014 se confirmó la candidatura, cuando el Consejo General de la formación aprobó formalmente presentarse a las elecciones a las Cortes Valencianas de 2015. Una vez ya sabido que Ciudadanos se iba a presentar a las elecciones, sus líderes se pusieron en contacto con UPyD y Vox para analizar la creación un frente común en la Comunidad Valenciana y así poder sumar votos, aunque finalmente no fue posible llegar a ningún acuerdo.
Las primarias de la formación, en las que se designó a la candidata a la presidencia de la Generalidad Valenciana de Ciudadanos tal como fijaban los Estatutos y reglamentos del partido, iban a ser celebradas el 7 de febrero. A ellas, se podía presentar cualquier candidato que recogiera un mínimo de 103 avales, pero fue Punset la única que recogió los avales necesarios, por lo que dichas primarias finalmente no se celebraron. El 2 de febrero se hizo oficial el nombramiento de Carolina. Tras la elección de la candidata a la presidencia de la Generalidad, a mediados de febrero se anunció que se convocaban primarias para elegir al resto de candidatos a las listas electorales, las cuales se realizaron el 26 y el 28 de marzo, en Alicante y Valencia respectivamente, y el 12 de abril en Castellón.

##### Podemos
- Nombre de la candidatura: Podemos.
- Integrantes de la candidatura: Podem Comunitat Valenciana (Podem).[109]
- Cabeza de lista en Alicante: Llum Quiñonero Hernández.[8]
- Cabeza de lista en Castellón: César Jiménez Domenech.[8]
- Cabeza de lista en Valencia y candidato a la presidencia: José Antonio Montiel Márquez.[8]

Escaso medio año antes de las elecciones, esta formación no tenía una estructura bien definida en la Comunidad Valenciana, ya que se creó a nivel nacional de cara a las elecciones europeas de 2014, en las que obtuvo 5 eurodiputados. Pese a que en un principio no se sabía si se presentaría a las elecciones autonómicas y municipales, finalmente declararon que se presentarían únicamente a las elecciones autonómicas. Debido a los resultados obtenidos por este partido en las elecciones europeas y a sus expectativas de crecimiento, varios partidos como Esquerra Unida del País Valencià o Compromís mostraron su interés en concurrir a las elecciones junto a esta nueva formación política.

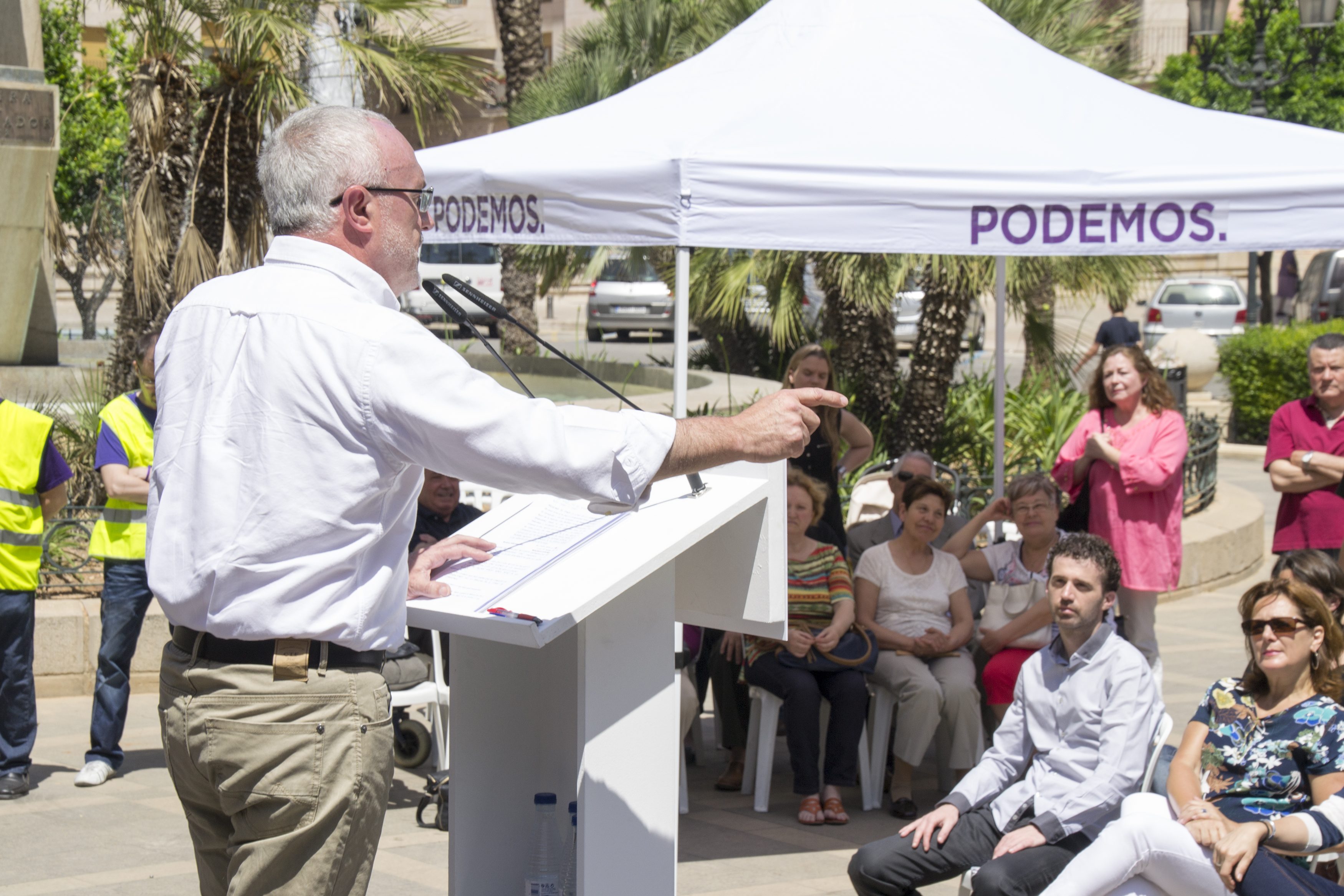
Antonio Montiel

A comienzos del 2015 el partido aún estaba formándose en la Comunidad Valenciana, puesto que al ser un partido de nueva creación no contaba con estructura en la Comunidad. Para el proceso de elección de su cúpula directiva se optó por la celebración de primarias entre el 8 y 13 de febrero, en las cuales sonaba con opciones de ganarlas la candidatura de la corriente Clar que Podem, liderada por Antonio Montiel, quien también sonaba como posible candidato a la Presidencia de la Generalidad para las elecciones. Aunque Montiel era el candidato oficialista, no fue el único que se presentó a las primarias para elegir al secretario general de la organización, ya que se presentaron otras cuatro candidaturas: José María Copete, líder de la corriente Entre Tots Podem; Ricardo Cano, líder de la corriente Som Poble Podem; Mario Cánovas, líder de la corriente CVA Ahora Podemos; y Enrique Picot, líder de la corriente Junts Podem. El 14 de febrero se anunció que el vencedor de las primarias a secretario general del partido en la Comunidad Valenciana fue Antonio Montiel, quién consiguió 4095 votos, un 55,5%.
Tras los procesos de constitución de los órganos de dirección de las delegaciones autonómicas, el secretario de Organización de Podemos, Sergio Pascual, anunció que las primarias para elegir a los candidatos a las elecciones autonómicas de mayo se realizarían a partir del mes de marzo, lo cual se confirmó el 1 de marzo, cuando se anunció el calendario definitivo de las primarias del partido para elegir a los candidatos, el cual comenzaría con la campaña electoral (20-29 de marzo), que continuaría con el periodo de votaciones (25-29 de marzo) y finalizaría el 31 de marzo con el anuncio de los candidatos que formarían las listas electorales, aunque tras el accidente del avión de Germanwings todo lo relacionado con las primarias se retrasó un día respecto a lo planeado. A las primarias se presentaron cinco candidatos: Antonio Montiel, el secretario general de Podemos en la Comunidad Valenciana; José María Copete, el que fuera principal rival de Montiel en su lucha por conquistar la secretaría general del partido; Gabriel Corachán; Alejandro Martínez; y Cristina Sánchez, la única mujer que se postuló. Finalmente, el 1 de abril se anunció que el candidato de la formación sería el secretario general autonómico de la formación, Antonio Montiel, quien recibió el apoyo del 69% de los votantes de las primarias.

##### Unión Progreso y Democracia
- Nombre de la candidatura: Unión Progreso y Democracia.
- Integrantes de la candidatura: Unión Progreso y Democracia Comunidad Valenciana (UPyD-CV).[123]
- Cabeza de lista en Alicante: David Devesa Rodríguez.[124]
- Cabeza de lista en Castellón: Juan Emilio Adrián Serrano.[125]
- Cabeza de lista en Valencia y candidato a la Presidencia: Alicia Andújar Durá.[126]

El 13 de septiembre de 2014 Toni Cantó anunció que se presentaba a las primarias de la formación para elegir al candidato a la presidencia de la Generalidad en las elecciones de 2015, para liderar «una tercera vía» contra «la corrupción» que asola la comunidad, lo cual se oficializó el 11 de octubre de 2014. A las primarias también se presentaron otros dos candidatos, Ernesto Santillán y José Vera, aunque el 17 de octubre se retiró del proceso José Vera. Finalmente, el 18 de octubre se celebraron las primarias abiertas de la formación, de las cuales salió como candidato a la presidencia de la Generalidad Toni Cantó por un 73,2 %.  Posteriormente UPyD, Vox y Ciudadanos se pusieron en contacto para analizar la creación un frente común en la Comunidad Valenciana, aunque finalmente no llegaron a ningún acuerdo. A finales de marzo, pese a que parecía que las listas estaban cerradas, tras la deblacle del partido en las elecciones andaluzas, surgió una corriente dentro del partido que exigía la dimisión de Rosa Díez y el acercamiento a Ciudadanos, pero ante la negativa de la dirección a cumplir con estas exigencias comenzó a rumorearse el abandono del partido de parte de sus militantes, destacando entre los posibles desencantados con el proyecto de UPyD a Toni Cantó, quien anunció el 7 de abril que finalmente no sería el candidato de UPyD, y que dejaba su acta de diputado. Tras la renuncia de Cantó, el partido comenzó a buscar a un nuevo candidato, de modo que el día siguiente de la renuncia el partido propuso a Alicia Andújar como nueva candidata a la presidencia de la Generalidad.

#### Resto de candidaturas
Las candidaturas de los partidos políticos y coaliciones sin representación en las Cortes Valencianas y otros parlamentos que quedaron proclamadas por la Junta Electoral de la Comunidad Valenciana fueron:
|                                                    | Coalición de Centro Democrático (CCD)                                                                         |                                    | Isabel Folch Altur                |                                    | Nota |
|                                                    | Avant (AVANT)                                                                                                 |                                    |                                   | Benjamin María Lafarga Vázquez     | Nota |
|                                                    | Els Verds-L'Alternativa Ecologista (EV-AE)                                                                    |                                    | María Goretti Copoboru Tokule     |                                    | Nota |
|                                                    | Escaños en Blanco (EB)                                                                                        |                                    |                                   | Vicente Manuel Mañó Raga           | Nota |
|                                                    | España 2000                                                                                                   | Julián Moreno Fernández            | José Antonio Ocio Albiñana        | Ana María Martín Martín            |      |
|                                                    | Esperanza Ciudadana (Es.C.)                                                                                   | Carlos Pascual Ruiz                |                                   |                                    | Nota |
|                                                    | Falange Española de las JONS (FE de las JONS)                                                                 | Antonio Lucas Santos               | Víctor Manuel Fernández Bel       | Alejo Herrero González de Cárdenas | Nota |
|                                                    | Foro Demócrata (FDEE)                                                                                         | José Javier Candela Martínez       | Luis Cortes Ortega                | José Carlos Pérez Martí            |      |
|                                                    | Guanyem País Valencià (Ganemos)                                                                               | Nuria Oliva Biancani               | María Dolores García Cámara       | Rosa María Torregrosa Román        | Nota |
|                                                    | Coalición Junts: Los Verdes Ecopacifistas, ENV-URV, República Valenciana/Partit Valencianiste Europeu (Junts) | Alejandro José Escribano Sanmartín | Francesc Aguilar Domenjó          | Carles Muñoz Soria                 | Nota |
|                                                    | La Coalición Nacional (LCN)                                                                                   | Ramón Mira Hernández               | Juan Sales Ortí                   | Luis Tomás Zapater Espí            | Nota |
|                                                    | Movimiento Social Republicano (MSR)                                                                           |                                    |                                   | Felipe Antonio Navarro Tamarit     |      |
|                                                    | Partido Animalista Contra el Maltrato Animal (PACMA)                                                          | Susana Lucas Ballesteros           | Judith Aránzazu Escuder Cano      | Ana María Espinosa Belenguer       | Nota |
|                                                    | Partido Comunista de los Pueblos de España (PCPE)                                                             | Felip Vicedo Román                 | Kevin Álvarez Cuesta              | Edgar Rubio Rodilla                |      |
|                                                    | Partido Libertario (P-LIB)                                                                                    | Yolanda Rández García              |                                   | José Luis Montesinos Ramón         |      |
|                                                    | Poble Democràtic Podem (POBLE)                                                                                |                                    |                                   | Agustí Zacarés Romaguera           | Nota |
|                                                    | Recortes Cero                                                                                                 | Borja Mansilla Álvarez             | Juan José Martín Matilla          | Sonia Ferrando Company             | Nota |
|                                                    | Som Valencians (SomVal)                                                                                       |                                    | Atila Martín García               | Jaime Vicente Hurtado Perea        | Nota |
|                                                    | Units per València (UxV)                                                                                      |                                    |                                   | Paloma Coiduras Sánchez            | Nota |
|                                                    | Vox (VOX) | Ricardo Diez de Ulzurru López      | María de los Llanos Massó Linares | Miguel Boronat Roda                | Nota |
| Fuente: Junta Electoral de la Comunidad Valenciana | |                                    |                                   |                                    |      |

#### Candidaturas no proclamadas

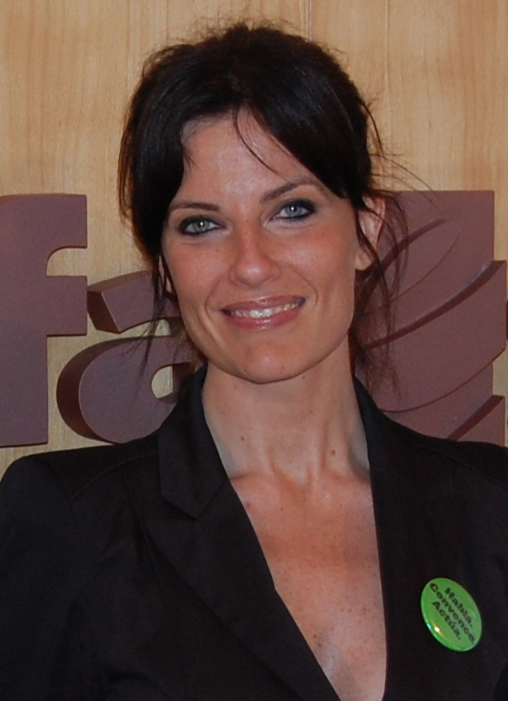
Cristina Seguí

También hubo algunos partidos y agrupaciones de electores que anunciaron su intención de presentarse a las elecciones, aunque finalmente no formalizaron su candidatura debido fundamentalmente a la falta de avales. El primer caso fue el de la agrupación que estaba constituyendo la expresidenta de Vox en la Comunidad Valenciana, Cristina Seguí, quien estaba organizando una plataforma ciudadana con vocación electoral, cuyo candidato a la presidencia de la Generalidad iba a ser Vicente González-Lizondo Sánchez, hijo del histórico dirigente regionalista Vicente González Lizondo. La propuesta pasaba por crear una agrupación de electores que diera especial protagonismo a la sociedad civil y empresarial, aunque finalmente debido a la imposibilidad de recoger 20 000 avales para poder presentarse a las elecciones hizo que no cuajara este proyecto.
Demòcrates Valencians había mostrado su interés en presentarse a las elecciones a las Cortes Valencianas de 2015 ya en el año 2013, aunque a mediados del 2014 parte de su militancia abandonó la formación para retomar el proyecto Units x València, uno de sus partidos fundadores, por lo que el partido decidió presentarse en coalición con Ciudadanos de Centro Democrático, Los Verdes Ecopacifistas y personas independientes provenientes del Centro Democrático Liberal no integradas en el partido Ciudadanos dentro de la coalición Junts CV, a la cual también se uniría Som Valencians. Pese a esto, a principios de abril, cuando se anunció que se había presentado oficialmente la candidatura de Junts ante la junta electoral, también se anunció que esta ya no estaba formada por los partidos originales de centro, sino por Esquerra Nacionalista Valenciana y por República Valenciana-Partit Valencianista Europeu, siendo Los Verdes Ecopacifistas el único partido original que se mantuvo dentro de la coalición, por lo que Demòcrates Valencians no se presentó finalmente a las elecciones, ni dentro de la coalición ni en solitario.

### Acontecimientos relevantes de la precampaña
Antes de convocarse las elecciones oficialmente, en los últimos meses de la VIII Legislatura el Partido Popular promulgó varias leyes que fueron consideradas electoralistas por el resto de partidos con representación en las Cortes Valencianas, incluyendo entre ellas la modificación sustancial de una iniciativa legislativa popular (ILP) sobre el cierre de RTVV para ajustarla a la postura defendida por el partido del gobierno, el reconocimiento oficial de las señas de identidad del pueblo valenciano, que en la práctica suponía un reconocimiento oficial de las normas del Puig, o el intento de modificación de las leyes reguladoras de la Academia Valenciana de la Lengua (AVL) y del Consejo Valenciano de Cultura (CVC). Con la publicación en el DOCV del decreto por el que se disolvían las Cortes y se convocaban elecciones comenzó la precampaña electoral, la cual se prolongó hasta el inicio de la campaña electoral.

#### Los «grupos políticos significativos» en los medios públicos
Tras consultar con los partidos con representación en el Congreso y en el Parlamento Europeo, la Junta Electoral Central (JEC), el órgano superior de la Administración electoral, aprobó que se permitiera que formaciones políticas extraparlamentarias, como Podemos, Ciudadanos o Unión Progreso y Democracia, aparecieran en las informaciones de los medios de comunicación públicos, aunque no tuvieran representación en las instituciones a las que se presentaban, siempre que poseyeran la condición de «grupo político significativo». Esta condición se reconocería a aquellas formaciones que, sin contar con representación en la institución que iba va a renovar, «con posterioridad, en recientes procesos electorales y en el ámbito territorial del medio de difusión, hubieran obtenido un número de votos igual o superior al 5% de los votos válidos emitidos».
Para la Comunidad Valenciana este acuerdo de la JEC solo afectó a RTVE, puesto que era el único medio de comunicación público que emitía para esta Comunidad. De este modo RTVE tuvo en cuenta "como criterio preferente" para su plan de cobertura los resultados obtenidos en las últimas elecciones autonómicas y municipales de 2011, pero también recogió la instrucción de la Junta Electoral que obliga a hacerse eco de nuevos partidos que, como Podemos o Ciudadanos, no se presentaron hace cuatro años y en cambio en citas electorales más recientes han obtenido representación institucional o han superado el listón mínimo del 5% de los votos. Por este motivo RTVE tenía intención de recoger en sus telediarios informaciones de 13 formaciones políticas PP, PSOE, Izquierda Plural e ICV-EUiA, CiU, UPyD, PNV, EH Bildu, ERC, BNG y Partido Andalucista, a los que sumó también a Podemos y Ciudadanos como nuevos «grupos políticos significativos» que no concurrieron cuatro años atrás, aunque dejando claro que su atención mediática no debía igualar a la de los demás. Pero UPyD recurrió ese plan de cobertura para que se excluyera a Ciudadanos de la programación nacional alegando que ese partido no superó el umbral mínimo del 5% en las europeas del año 2014. Por lo que el organismo arbitral electoral emitió una resolución en la que estimaba parcialmente el escrito de UPyD e instaba a RTVE a modificar su plan de cobertura de ámbito estatal para no tener en cuenta al partido de Rivera como «grupo político significativo».
UPyD también reclamó que se dejara fuera a Ciudadanos del reparto de anuncios gratuitos de propaganda electoral en RTVE, alegando que no tenía representación parlamentaria. A lo que la Junta Electoral Central replicó que para optar al reparto de anuncios gratuitos no se tenía tanto en cuenta la representación parlamentaria como el hecho de presentar lista en municipios que comprendieran al menos al 50% de la población de derecho de las circunscripciones, requisito que Ciudadanos cumplía aunque no alcanzara el 5% en las municipales de 2011. Por ello, ratificó el reparto de spots que otorgaba al partido de Ciudadanos 15 minutos de anuncios.

#### Manifestación del 25 de abril
La manifestación convocada en Valencia del 25 de abril, que anualmente conmemora la pérdida de los fueros en 1707 en la batalla de Almansa, contó con un marcado carácter electoral, ya que una de las consignas más repetidas durante la manifestación fue la de «el inicio del cambio», en alusión al posible cambio de gobierno que podría producirse tras las elecciones.
En el acto participaron cientos de asistentes, estando en la cabeza de la marcha los representantes de Acció Cultural del País Valencià, entidad convocante. La manifestación también contó con la presencia de algunas entidades sociales, como la Federación de Bandas de Música, Salvem el Cabanyal, Escola Valenciana y Ca Revolta, así como sindicatos y diversos partidos políticos de izquierda. La manifestación comenzó a las 18.00 horas desde la Plaza de San Agustín, y tuvo por lema «L'esperança del canvi, per un nou país» (La esperanza del cambio, por un nuevo país).

#### Irrupción mediática del «caso Imelsa» o «caso Rus»
La fiscalía anticorrupción elevó el 26 de marzo al juzgado una denuncia en la que señalaba que Marcos Benavent, el gerente entre los años 2007 y 2014 de la empresa «Impulso Económico y Local» (Imelsa), habría desviado fondos públicos a través de una empresa a su nombre que era utilizada como una empresa pantalla para facturar servicios no prestados a siete contratistas de la Diputación y de la propia empresa pública. Tras el inicio de las investigaciones del caso de corrupción, se conoció que Marcos Benavent grabó durante años centenares de conversaciones con varios de sus compañeros del Partido Popular de Valencia sin que estos lo supieran, las cuales fueron entregadas a la fiscalía por el exsuegro de Benavent el verano del 2014.

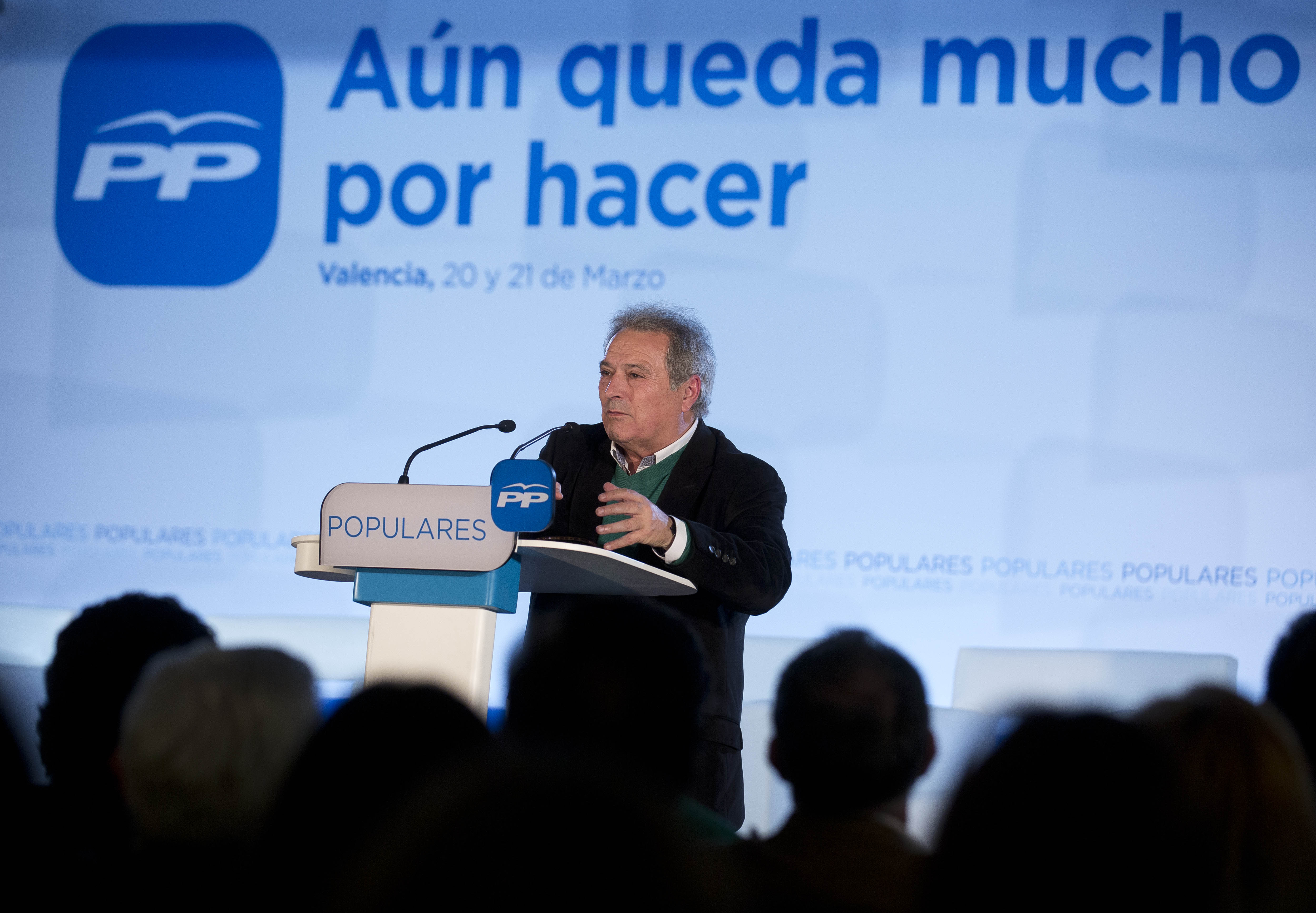
Alfonso Rus en un acto de la precampaña electoral

El 30 de abril, 24 días antes de las elecciones autonómicas y municipales, la Diputación constituyó, con el apoyo de todos los grupos representados en la institución (PPCV, PSPV-PSOE, Compromís y EUPV), una comisión de investigación sobre la empresa pública de la corporación provincial Imelsa, la cual estuvo presidida por el diputado de Compromís Emili Altur. Una vez constituida, los miembros de la comisión pidieron información sobre las contrataciones de la empresa pública entre el año 2005 y el 2014 para determinar si hubo irregularidades.
El 2 de mayo, dos días después de constituir la comisión de investigación, la Cadena SER emitió una parte de las grabaciones que estaban en manos de la fiscalía anticorrupción en las que se escuchaba al presidente de la diputación de Valencia, Alfonso Rus, contar billetes, los cuales, según los denunciantes, procedían del pago de comisiones a cambio de amañar contratos. Según la Cadena SER la grabación se produjo en abril de 2006 en el interior de un coche.
Tras la emisión de las grabaciones, Alfonso Rus se negó a dimitir de sus cargos, por lo que el presidente de la Generalidad Valenciana y del Partido Popular de la Comunidad Valenciana, Alberto Fabra, solicitó al Comité Nacional de Derechos y Garantías del Partido Popular que Rus fuera suspendido de militancia, lo cual también implicaba el retirarle la presidencia del PP en Valencia. Esta medida fue ratificada y aprobada unas horas después por el Comité Nacional de Derechos y Garantías del Partido Popular, presidido por Alfonso Fernández Mañueco. Una vez suspendido de militancia, Alfonso Rus, expresó que no iba a presentar la dimisión como presidente de la Diputación de Valencia ni como alcalde de Játiva, por lo que iba a seguir en sus cargos hasta el final de la legislatura porque nadie le podía forzar a hacerlo. Junto a esto también expresó que dudaba sobre si continuar como cabeza de la candidatura presentada por el PP para conseguir la reelección en Játiva o presentar su renuncia antes de que su nombre se imprimiera en las papeletas.
Entre los políticos del Partido Popular de la Comunidad Valenciana implicados en la trama había, además de Alfonso Rus, otros nombres, como el del exvicepresidente de la Diputación y presidente de Lo Rat Penat, Enric Esteve o Rita Barberá y Francisco Camps, quienes fueron relacionados con la trama a partir de las grabaciones de Alfonso Rus.

#### Acuerdo para la reparación moral de las víctimas del metro
Todos los candidatos a la Presidencia de la Generalidad Valenciana de los partidos mayoritarios (PSPV-PSOE, Compromís, Acord Ciutadà, Ciudadanos, Podemos y UPyD) excepto el del PPCV, se comprometieron con la Asociación de Víctimas del accidente del Metro de Valencia, en el que murieron 43 personas en el verano del 2006, a reparar la pésima gestión hecha por el PPCV.
Así, el 4 de mayo todos los candidatos antes citados firmaron un documento en el que hacían suyas las reivindicaciones que durante nueve años hizo la Asociación de Víctimas del Metro del 3 de Julio (AVM3J), que reclamaba la verdad sobre lo ocurrido y la depuraración de todas las responsabilidades políticas. Entre las medidas concretas a las que se comprometieron estaba el crear una nueva comisión de investigación parlamentaria, que fuera totalmente objetiva para esclarecer la verdad, y llevar a cabo los cambios necesarios para mejorar la seguridad del transporte público valenciano.

### Debates preelectorales

#### Debates preelectorales sectoriales en Levante TV
En el programa "Raonem" de la cadena comarcal Levante TV se realizaron tres debates preelectorales sectoriales, en los que participaron representantes de todos los partidos políticos presentes en las Cortes Valencianas (PPCV, PSPV-PSOE, Compromís y Acord Ciutadà), así como de otros de los considerados para los medios públicos como «grupos políticos significativos» (Ciudadanos y Podemos), aunque en este caso al no ser un medio público se excluyó de los debates a UPyD, el cual también era uno de los «grupos políticos significativos».
De este modo, el 21 de abril se celebró el primer programa, cuya temática era la transparencia y la corrupción. Por parte del Partido Popular participó el síndico del grupo popular en las Cortes y «número cinco» de la candidatura por la provincia de Valencia, Jorge Bellver; por el PSPV-PSOE acudió la «número dos» de la candidatura al Ayuntamiento de Valencia, Sandra Gómez; por Compromís acudió el «número cuatro» de la candidatura a las Cortes por la provincia de Valencia, Fran Ferri; por Esquerra Unida participó el responsable de política institucional del partido, Lluís Torró; por Podemos acudió el «número cinco» de la candidatura a las Cortes por la provincia de Castellón, Ricardo García Machado; mientras que por Ciudadanos participó el «número cuatro» de la candidatura a las Cortes por la provincia de Valencia, Toni Subiela.
El martes 28 de abril se celebró otro programa de "Raonem", el cual tenía por temática la economía y la ocupación. Por parte del Partido Popular participó el consejero de Economía del Consejo de la Generalidad y «número cuatro» de la candidatura a las Cortes por la provincia de Castellón, Máximo Buch; por el PSPV-PSOE acudió el «número cuatro» de la candidatura a las Cortes por la provincia de Valencia, Manuel Mata; por Compromís acudió también el «número cuatro» de la candidatura a las Cortes por la provincia de Valencia, Fran Ferri; por Esquerra Unida participó el coordinador de economía de la federación y «número cinco» de la candidatura a las Cortes por la provincia de Valencia, José Soler; por Podemos acudió también el «número cuatro» de la candidatura a las Cortes por la provincia de Valencia, Josep Almería; mientras que por Ciudadanos participó la «número cinco» de la candidatura a las Cortes por la provincia de Valencia, María José García Jiménez.
Y finalmente, el martes 5 de mayo se realizó el tercer y último debate preelectoral del programa "Raonem" en este caso sobre educación y sanidad. Por parte del Partido Popular participó la consejera de Educación del Consejo de la Generalidad y «número cuatro» de la candidatura a las Cortes por la provincia de Valencia, María José Catalá; por el PSPV-PSOE acudió el secretario de educación de la ejecutiva del partido y «número diez» de la candidatura a las Cortes por la provincia de Valencia, Miguel Soler; por Compromís acudió la «número seis» de la candidatura a las Cortes por la provincia de Valencia y coordinadora de políticas sectoriales de la coalición, Maria Josep Ortega; por Esquerra Unida participó la coordinadora general de la federación y «número dos» de la candidatura a las Cortes por la provincia de Valencia, Marga Sanz; por Podemos acudió el «número nueve» de la candidatura a las Cortes por la provincia de Valencia, Joan Blanco; mientras que por Ciudadanos participó el «número seis» de la candidatura a las Cortes por la provincia de Castellón, Eduardo Ferrer.

#### Debate preelectoral organizado por ABC
Los cuatro partidos políticos con representación parlamentaria en las Cortes Valencianas celebraron el jueves 23 de abril un debate organizado por ABC en colaboración con la Universidad CEU Cardenal Herrera. Por parte del Partido Popular participó su portavoz de campaña, Alfredo Castelló; por el PSPV-PSOE acudió el «número cuatro» de la candidatura a las Cortes por la provincia de Valencia, Manuel Mata; por Compromís el portavoz parlamentario y número dos de la lista, Enric Morera; y el cabeza de lista de Esquerra Unida por la provincia de Castellón, Jesús Monleón. Inicialmente estaba previsto que este fuera un debate entre los candidatos a la presidencia de la Generalidad de las cuatro formaciones, pero las formaciones que en la actualidad se encuentran en la oposición declinaron esta opción, incluso después de haber confirmado su asistencia, como hizo el candidato del PSPV-PSOE, quien alegó que se había comprometido en enero con la Cadena Ser a que el primer «cara a cara» electoral entre Fabra y él se produjera en los micrófonos de esta emisora.
El debate se celebró en el Palacio de Colomina, sede del CEU, y fue moderado por el presidente de la Asociación Profesional de Periodistas Valencianos, Héctor González. Cada participante dispuso de tres minutos para defender las propuestas de su partido en las áreas de economía y empleo; políticas sociales; corrupción y regeneración democrática; y política autonómica. Aunque este debate no se televisó, tuvo una gran repercusión en Valencia, donde el hashtag '#debateABC' llegó a situarse esa tarde como trending topic en Twitter.

#### Debate preelectoral en el teatro Talia
El 6 de mayo se estrenó en el teatro Talia de Valencia la obra "Ruz-Bárcenas" de Jordi Casanovas, en la que se resumía en una hora las tres horas de confesión de Bárcenas ante Ruz, en un montaje dirigido por Alberto San Juan. Tras la obra, los espectadores asistieron a un debate preelectoral sobre propuestas de cambio en la financiación de los partidos y la corrupción, el cual estuvo moderado por el presidente de la Unió de Periodistes Sergi Pitarch. Al debate asistieron varios candidatos a la Presidencia de la Generalidad, como Ignacio Blanco (Acord Ciutadà), Antonio Montiel (Podemos) y Mònica Oltra (Compromís), así como Manolo Mata (el «número cuatro» del PSPV-PSOE por la provincia de Valencia) y Lola Ortiz (la «número diez» de Ciudadanos por la provincia de Valencia) junto a los actores protagonistas. Por su parte, el Partido Popular declinó la invitación a que cualquiera de sus representantes participara.

## Campaña electoral
La campaña electoral, tal y como recoge la ley electoral, arrancó dos semanas antes de las elecciones, a las cero horas del día 8 de mayo y finalizó a las veinticuatro horas del día 22 de mayo.

### Propaganda electoral

#### Lemas electorales

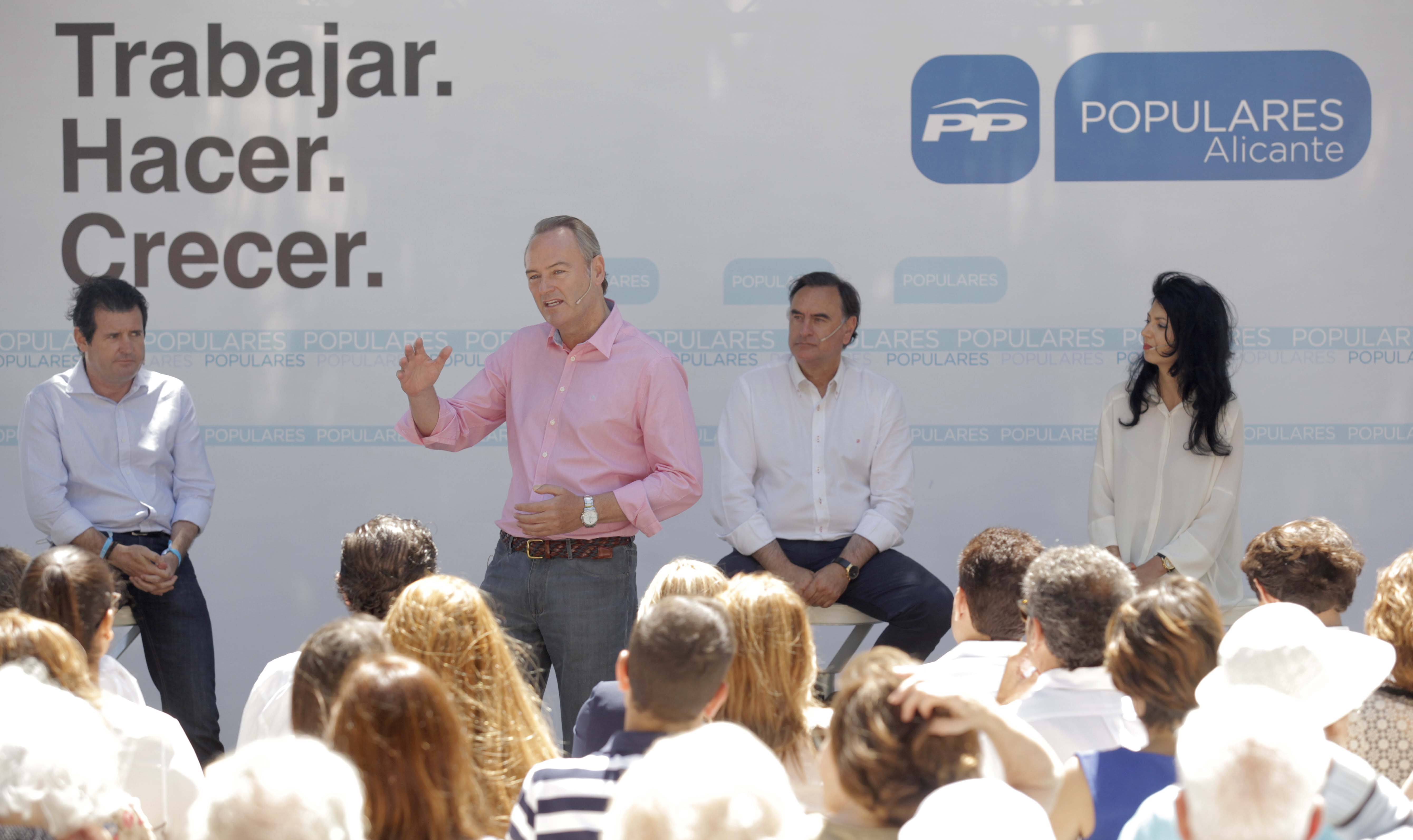
Acto de la campaña del PPCV en Altea

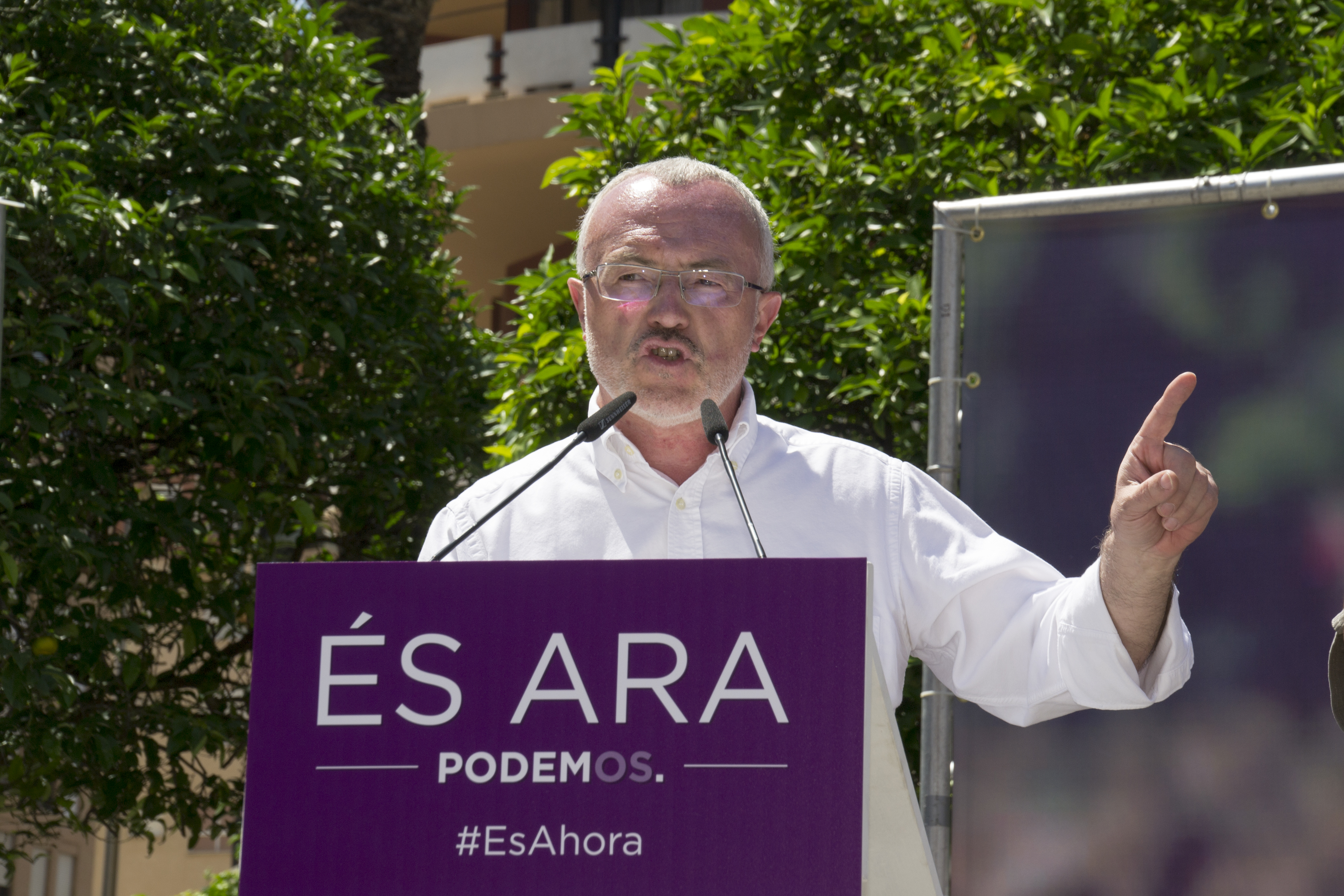
Acto de la campaña de Podem Comunitat Valenciana en Alcira

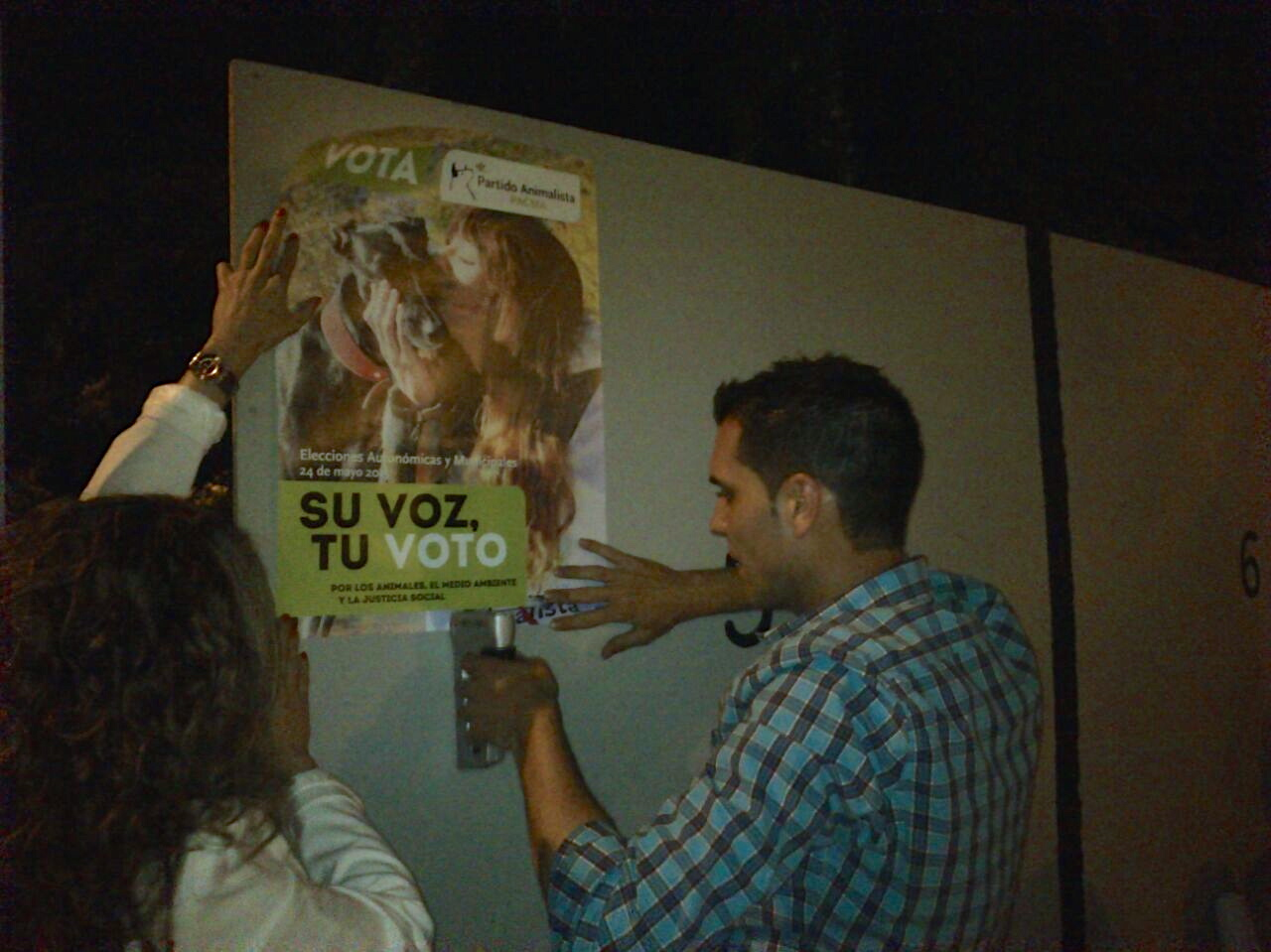
Pegada de carteles de PACMA

Los eslóganes de campaña utilizados por los partidos políticos fueron los siguientes:
- Partido Popular de la Comunidad Valenciana:
  - Aún queda mucho por hacer.[209]
  - Trabajar. Hacer. Crecer. [210]
- Partido Socialista del País Valenciano:
  - Ho anem a arreglar (Lo vamos a arreglar).[211]
  - Mereixes un govern al que li importes (Mereces un gobierno al que le importes).[212]
- Compromís:
  - Torna a somriure (Vuelve a sonreír).[213]
  - Amb valentia (Con valentía).[214]
  - Mònica Oltra, tu presidenta.[214]
- Acord Ciutadà: És temps d'esquerres (Es tiempo de izquierdas).[215]
- Podem Comunitat Valenciana: És ara (es ahora).[216]
- Ciudadanos-Partido de la Ciudadanía:
  - El cambio.[217]
  - Comunidad Valenciana pide cambio.[212]
- Unión Progreso y Democracia Comunidad Valenciana:
  - Si tú quieres la Comunitat cambia.[218]
  - Libres.[219]
- Coalició Avant: Tots els interessos valencians, la nostra màxima prioritat (Los intereses valencianos, nuestra máxima prioridad).[220]
- Coalició Junts: Junts per un nou país (Juntos por un nuevo país).[221]
- Escaños en Blanco: Di no a una forma de hacer política 'Made in Sapain', vacía tu escaño con tu voto.[222]
- España 2000: Respeto, somos españoles.[223]
- Esperanza Ciudadana: Juntos por Alicante. Contigo.[224]
- Falange Española de las JONS: Por ti, por tu familia, por la Comunidad Valenciana, por España.[225]
- Guanyem País Valencià: Sí se puede.[226]
- La Coalición Nacional: La opción social y nacional para la Comunidad Valenciana.[227]
- Partido Animalista Contra el Maltrato Animal: Su voz, tu voto. Por los animales, el medio ambiente y la justicia social.[228]
- Partido Comunista de los Pueblos de España: Comunistas, la voz de la clase obrera. Por el poder obrero y el socialismo.[229]
- Partido Libertario: Una Comunidad Valenciana en Libertad.[230]
- Poble democràtic-PODEM: Tornem-li el poder al poble (Devolvámosle el podel al pueblo).[231]
- Recortes Cero: Per la redistribució de la riquesa (Por la redistribución de la riqueza).[232]
- Som Valencians: Som la teua veu perquè els diners valencians es queden a València (Somos tu voz para que el dinero valenciano se quede en Valencia).[233]
- Units per Valéncia: ¡¡Pega-li la volta!! (Pégale la vuelta).[234]
- Vox:
  - ¿Votar por miedo? ¿Votar a la indefinición? Lo útil es votar a quien defiende tus valores.[235]
  - En conciencia, Vox.[235]

### Acontecimientos relevantes de la campaña

#### Inicio de la campaña

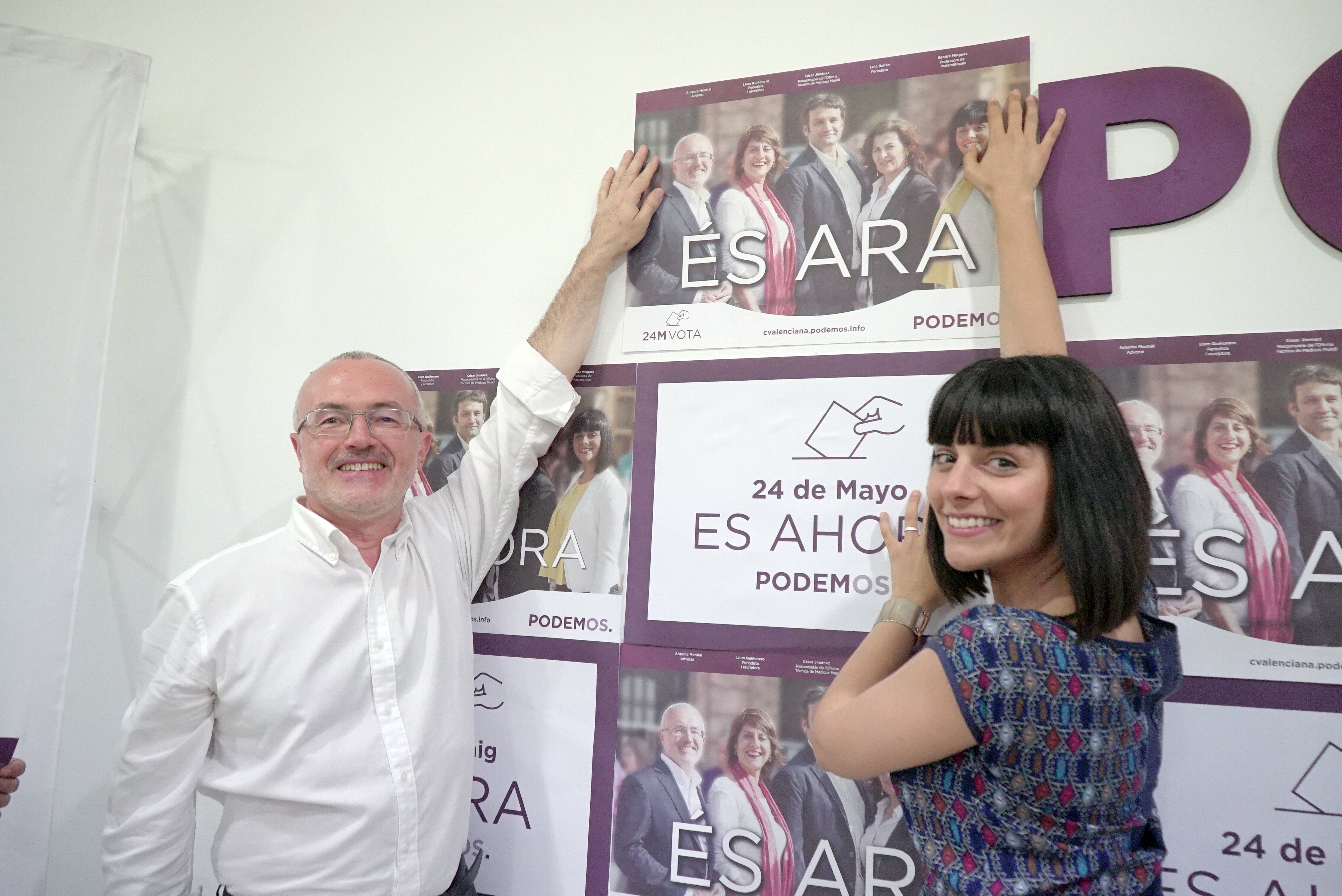
Pegada de carteles de Podem Comunitat Valenciana en el inicio de la campaña

El 8 de mayo empezó la campaña electoral. El Partido Popular de la Comunidad Valenciana eligió el Palacio de la Música de Valencia como escenario para su primer acto, donde hablaron Alberto Fabra, Rita Barberá y Vicente Betoret, recientemente elegido presidente provincial tras la suspensión cautelar de militancia de Alfonso Rus por el caso Imelsa. El PSPV-PSOE eligió Castellón, provincia por la que Ximo Puig se presenta, para dar comienzo a la campaña. En su primer discurso, Puig pidió el voto a aquellos ex-votantes del PP que actualmente se encuentran desencantados por la corrupción. Por su parte, Compromís eligió el Barrio del Cabanyal para iniciar la campaña. Mònica Oltra y Joan Ribó pidieron el voto en clave de cambio, poniendo énfasis, respectivamente, en la valentía y la capacidad de diálogo que representaría su formación. Ignacio Blanco, candidato de Acord Ciutadà, destacó que su campaña se centraría en la pedagogía y las propuestas en positivo, en un acto que se celebró en la sede de EUPV en Valencia. La candidata de Ciudadanos, Carolina Punset, se manifestó contraria a gobiernos "tripartitos" o "cuatripartitos" de carácter "extremista" en una pegada de carteles junto a las Torres de Serranos. Por su parte, UPyD inició la campaña en la Plaza de la Almoina, donde Alicia Andújar anunció su intención de llevar su programa a la ciudad "usando el boca a boca" y su presencia "cercana a la gente". Podemos eligió su sede en la calle Turia como emplazamiento para el primer acto de campaña.

#### Accidente aéreo en Sevilla y suspensión de la campaña
El 9 de mayo, un avión Airbus A400M se estrelló en Sevilla durante su primer vuelo de prueba. En el accidente fallecieron cuatro personas y dos resultaron heridas de gravedad, las cuales eran trabajadores de la empresa Airbus. Tras el suceso la práctica totalidad de partidos políticos nacionales, entre ellos el Partido Popular, el PSOE, Ciudadanos, Podemos, IU y UPyD, suspendieron durante el sábado 9 todos sus actos de la campaña electoral, al tiempo que mostraron su condolencias y solidaridad con las víctimas del siniestro y sus familiares. Por su parte, tanto Compromís como Vox continuaron con sus actos, aunque mostrando su pesar con un minuto de silencio en recuerdo de los fallecidos.

#### Firma del compromiso para trabajar por un pacto contra la corrupción

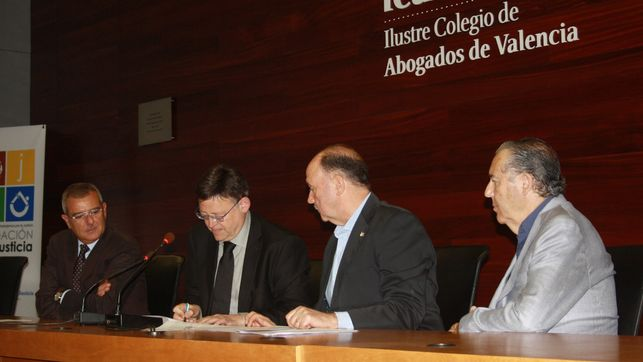
Ximo Puig firmando el compromiso para trabajar por un pacto contra la corrupción

El lunes 17 de mayo los representantes de Compromís, Podemos, UPyD, Acord Ciutadà, PSPV-PSOE y PPCV suscribieron un compromiso público frente a la corrupción, que promovió la Fundación por la Justicia, para iniciar los debates que permitieran firmar el 9 de diciembre de 2015 un Pacto Estatal contra la Corrupción. El único partido de los que tenían opciones a conseguir representación en las Cortes Valencianas que no se sumó al compromiso fue Ciudadanos, ya que estaba a la espera de que le autorizase la dirección nacional de partido.
En el acto de firma del compromiso, el presidente de la Fundación, José María Tomás y Tío, reivindicó que «la sociedad civil quiere soluciones ante la corrupción, que constituye el segundo problema que más preocupa a los españoles, después del paro. Esas soluciones pasan por poner remedios, someterse al control y establecer medidas que revisen de forma permanente lo que no se hace bien».

#### Actos centrales de campaña
El PSPV-PSOE celebró el segundo sábado de la campaña, el día 16 de mayo, su acto central en la Plaza de Toros de Valencia. El acto principal de los socialistas valencianos reunieron a más de 12.000 personas, que acudieron a ver al candidato Ximo Puig y al secretario general Pedro Sánchez, junto a tres candidatos municipales en representación a las tres provincias de la Comunitat Valenciana. De esta manera, junto Ximo Puig y Pedro Sánchez participaron la candidata por Orihuela, Carolina Gracia; la candidata de Vall d’Uixó, Tania Baños, y el candidato de la ciudad de Valencia, Joan Calabuig.

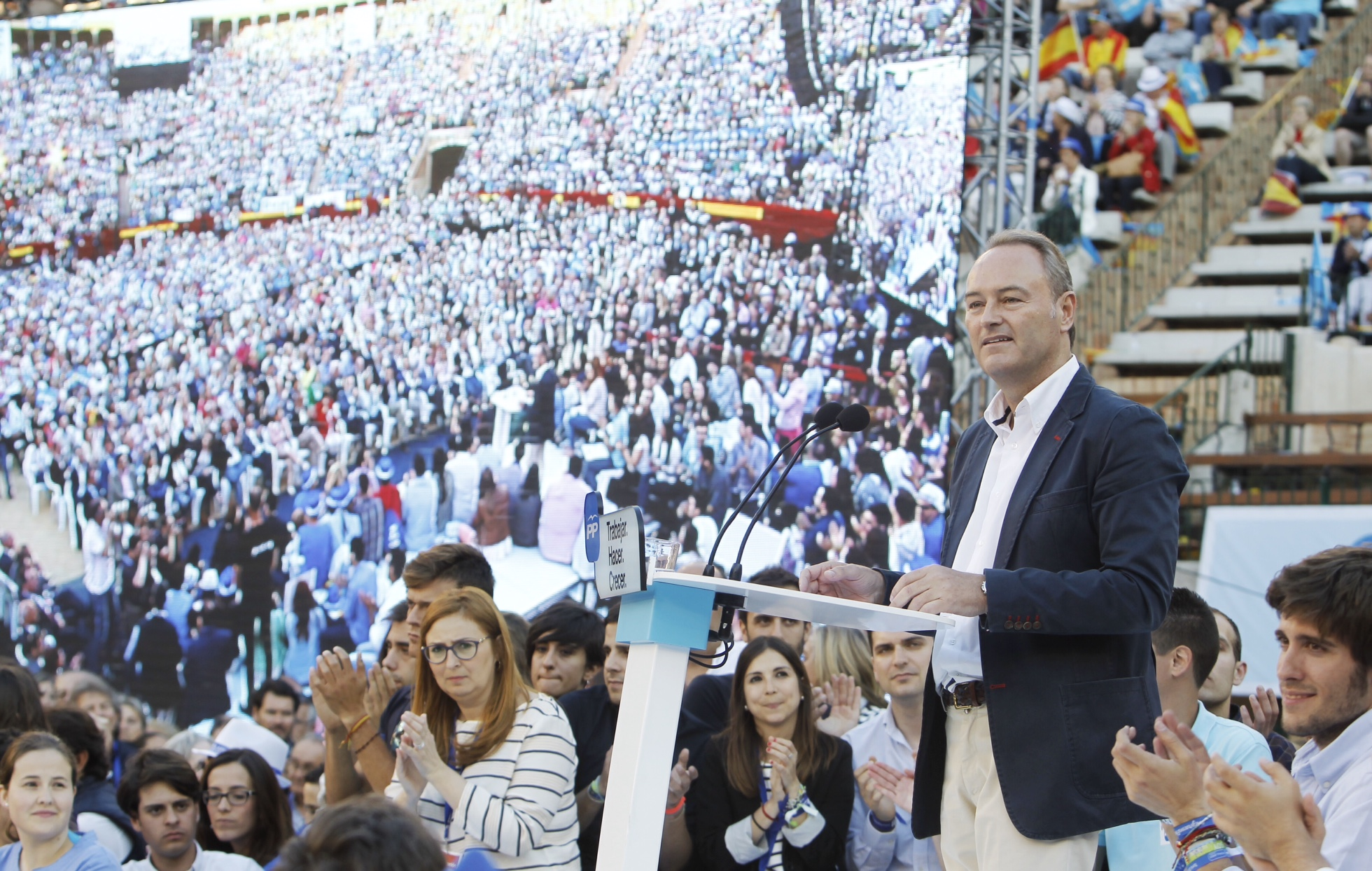
Acto central de campaña del PPCV

Al igual que el PSPV-PSOE, Podem Comunitat Valenciana celebró su acto principal de la campaña el sábado 16 de mayo, aunque en este caso escogieron la ciudad de Alicante, concretamente el Centro de Tecnificación de Alicante. Al acto acudieron cerca de 5.000 personas, las cuales recibieron al dirigente nacional de la formación Pablo Iglesias al grito de "Tic, Tac". Junto a Iglesias también participaron en el acto la candidata por Alicante a las Cortes Valencianas, Llum Quiñonero, y el candidato autonómico, Antonio Montiel.
Tanto Compromís como Acord Ciutadà realizaron sus actos principales el segundo domingo de la campaña, el día 17 de mayo. Por su parte, Compromís celebró su acto central de campaña en el parque del Oeste de Valencia, donde la candidata Mònica Oltra fue recibida, por alrededor de 4.000 simpatizantes y militantes, al grito de "presidenta", junto con el candidato a la Alcaldía de Valencia, Joan Ribó, así como otros miembros de las listas para las elecciones. Mientras que la coalición Acord Ciutadà celebró su acto en el Polideportivo del Cabanyal, ante unos 2.500 simpatizantes, en el que participaron Alberto Garzón y su candidato a la Presidencia de la Generalidad, Ignacio Blanco.
Ciudadanos, iba a realizar su acto central de campaña el 20 de mayo en el centro cultural la Rambleta de Valencia, aunque finalmente el partido decidió cambiar sus planes y trasladar el acto central de campaña a Alicante, ya que Cs suspendió un acto el 9 de mayo en Alicante debido al accidente aéreo de Sevilla, mientras que el 10 de mayo, la formación celebró en el Palacio de Congresos de Valencia un mitin con la participación del candidato a la alcaldía de Valencia, Fernando Giner, la candidata a la Presidencia de la Generalidad, Carolina Punset, y el presidente del partido, Albert Rivera. La sala del hotel Meliá en la que celebró el acto central del partido se quedó pequeña, con una capacidad de 400 personas, y aproximadamente otras 300 tuvieron que seguir el mitin a través de una pantalla desde una sala cercana.
El último gran partido en realizar su acto central de campaña fue el Partido Popular de la Comunidad Valenciana, que realizó el acto el jueves 21 de mayo en la Plaza de Toros de Valencia. En el acto participaron Mariano Rajoy, presidente del Gobierno, Alberto Fabra, presidente de la Generalidad, y Rita Barberá, alcaldesa de Valencia, y consiguieron reunir a más de 12.000 personas, siendo este el acto electoral más multitudinario del Partido Popular de toda España en esta campaña electoral.

### Debates electorales

#### Debate a seis organizado por Radio Valencia

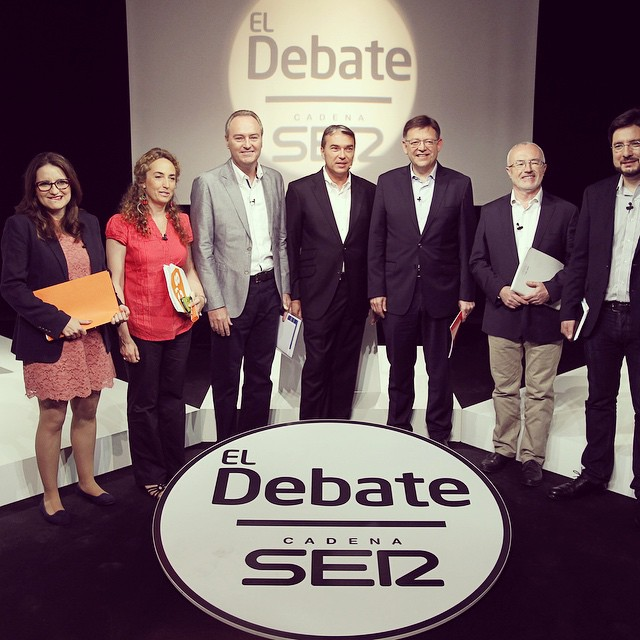
Los candidatos en el debate de Radio Valencia

El primer debate electoral lo organizó la Cadena SER-Radio Valencia el 8 de mayo en la Sala Matilde Salvador del Centre Cultural La Nau de la Universidad de Valencia. Este debate contó con la presencia de los candidatos a la presidencia de la Generalidad Valenciana de todos los partidos con representación en las Cortes Valencianas, Alberto Fabra del Partido Popular, Ximo Puig del Partido Socialista, Mònica Oltra de Compromís e Ignacio Blanco de Acord Ciutadà, así como también del resto de partidos con opciones de conseguir representación según las encuestas, Carolina Punset de Ciudadanos y Antonio Montiel de Podemos. El debate comenzó a las 13:00 horas y contó con el periodista Bernardo Guzmán como moderador. En las negociaciones previas al debate se dividió este en dos bloques de discusión, "estado de la Comunitat" y "propuestas de futuro", al tiempo que se estableció que los turnos de intervención tuvieran lugar de menor a mayor según el porcentaje de votos estimados en las encuestas, comenzando por el representante de Acord Ciutadà.
Según los medios de comunicación que se hicieron eco del debate la corrupción fue el tema principal, estando presente en todas las intervenciones, excepto en las de Alberto Fabra. Los medios también destacaron que el debate evidenció la soledad de Fabra, presidente de la Generalidad en funciones y candidato del PP, frente al resto de fuerzas políticas que reclamaban un cambio y consideraban que este no se produciría si los populares no iban a la oposición.

#### Debate a cuatro organizado por Mediterráneo TV
El 11 de mayo Mediterráneo TV realizó un debate entre los partidos con opciones de obtener diputados, según las encuestas, y que no participarían en el cara a cara del día 18. Los participantes fueron Enrique Aguar, candidato a la alcaldía de Benetúser por Ciudadanos, Enric Morera, número dos de la lista de Compromís a las Cortes por la provincia de Valencia, Marga Sanz, número dos por Acord Ciutadà en la lista a las Cortes por Valencia, y Antonio Montiel, candidato a la presidencia de la Generalidad de Podemos, mientras que el encargado de moderar el debate fue Germà Arroyo, jefe de los informativos de Mediteráneo TV. El debate se dividió en 8 bloques temáticos, los cuales fueron: políticas de ocupación y empleo; economía, fiscalidad y financiación autonómica; los políticos y la corrupción (regeneración de la política); la sanidad; la educación; las señas de identidad del pueblo valenciano; las infraestructuras y el agua; y por último el futuro deseado para la Comunidad Valenciana.

#### Cara a cara entre Fabra y Puig organizado por Mediterráneo TV
El día que se convocaron las elecciones, el candidato del PSPV, Ximo Puig, retó al presidente de la Generalidad y candidato del PPCV, Alberto Fabra, a un "cara a cara" sin condiciones para analizar una legislatura, a su juicio, "fallida" y plantear sus propuestas de futuro, idea aceptada por Fabra, siempre que se realizara "en campo neutral" y para todas las televisiones, cosa muy criticada entre el resto de partidos, que pidieron debates «plurales» en los que «participaran todas las fuerzas políticas con representación en las Cortes Valencianas».
De este modo, el primer debate cara a cara entre los principales candidatos a la presidencia de la Generalidad Valenciana de la historia se celebró el 18 de abril en la única televisión privada con licencia autonómica de la Comunidad Valenciana, Mediterráneo TV. Este debate estuvo moderado por el director de informativos de la cadena, el periodista Germà Arroyo, y se dividió en ocho bloques temáticos (políticas de ocupación y empleo; economía, fiscalidad y financiación autonómica; los políticos y la corrupción (regeneración de la política); la sanidad; la educación; las señas de identidad del pueblo valenciano; las infraestructuras y el agua; y por último el futuro deseado para la Comunidad Valenciana), al igual que el debate a cuatro organizado por Mediterráneo TV. El cara a cara dio una imagen del líder del PPCV centrado en defender los logros económicos de los últimos meses para proponer su proyecto de futuro, mientras que el candidato socialista se centraba en recordar al líder popular todos los casos de corrupción en los que se habían visto afectados, así como la delicada situación económica en la que dejaban a la Comunidad Valenciana. Así, según la prensa, el candidato socialista dominó algunos bloques del debate, aunque en otros le sorprendió el candidato popular por contraataques que ofrecían una imagen más sólida.

#### Debate a siete organizado por el Grupo Editorial Prensa Ibérica
El martes 19 la Editorial Prensa Ibérica, grupo editor de varios diarios autonómicos valencianos como el Levante-EMV o el Diario Información, reunió a los candidatos a la presidencia de la Generalidad Valenciana de los seis partidos con opciones de entrar en las Cortes Valencianas según las encuestas, a los que debieron sumar a la de UPyD, partido con representación en el Congreso por la Provincia de Valencia, ya que presentaron una queja ante la Junta Electoral la cual instó al grupo de medios de comunicación a incluirla en el debate. Alberto Fabra (PPCV), Ximo Puig (PSPV-PSOE), Mònica Oltra (Compromís), Ignacio Blanco (Acord Ciutadà), Carolina Punset (Ciudadanos), Antonio Montiel (Podemos) y, la convocada a última hora, Alicia Andujar (UPyD) confrontaron sus puntos de vista sobre el presente y el futuro de la Comunidad Valenciana en un debate que se ofreció, a partir de las 21.30 horas, simultáneamente en todos los medios del grupo en la Comunidad Valenciana, es decir, en Levante TV, Información TV y en la 97.7 radio, así como en las webs levante-emv.com y diarioinformacion.com.
El Auditorio de la Diputación de Alicante fue la ubicación que se escogió para celebrar el debate, mientras que los encargados de moderarlo fueron los periodistas Laura Millán, de Información TV y Xavi Blasco, de Levante TV. El debate tuvo una duración de 90 minutos, y se dividió en tres espacios; el primero se basó en la situación actual de la Comunidad Valenciana (deuda, financiación, educación, sanidad, modelo productivo, etc.); el segundo incluyó las propuestas de los diferentes partidos sobre regeneración democrática; mientras, el tercero y último se centró en la gobernabilidad de la Comunidad tras las elecciones.
El debate, bajo el hashtag '#debatedefinitivo', fue trending topic en Twitter en el ámbito de la Comunidad Valenciana y el quinto a nivel nacional. Según la prensa el presidente en funciones de la Generalidad y candidato del PPCV, Alberto Fabra, se vio claramente superado por los ataques del resto de candidatos, ya que el formato libre se convirtió en una trampa para el jefe del Consejo de la Generalidad. Otro hecho que destacó la prensa fue el que la candidata de Ciudadanos, Carolina Punset, cerrara la puerta a un posible pacto con el PPCV, dejando de este modo el acuerdo en manos de la izquierda.

## Encuestas previas a las elecciones

### Valoración de candidatos
| Sondeo                              | Sondeo                                          | PPCV Alberto Fabra | PPCV Rita Barberá | PSPV-PSOE Ximo Puig | Compromís Mònica Oltra | Compromís Enric Morera | Marga Sanz | Acord Ciutadà Ignacio Blanco | UPyD Alicia Andújar | UPyD Toni Cantó | UPyD Ciudadanos Alexis Marí | Ciudadanos Carolina Punset | Podemos Antonio Montiel |
| 2012                                | 2012                                            | 2012               | 2012              | 2012                | 2012                   | 2012                   | 2012       | 2012                         | 2012                | 2012            | 2012                        | 2012                       | 2012                    |
| ----------------------------------- | ----------------------------------------------- | ------------------ | ----------------- | ------------------- | ---------------------- | ---------------------- | ---------- | ---------------------------- | ------------------- | --------------- | --------------------------- | -------------------------- | ----------------------- |
| El País octubre de 2012             | Valoración (sobre 10)                           | 4,1                | -                 | 4,4                 | 6,0                    | 4,8                    | 5,2        | -                            | -                   | -               | -                           | -                          | -                       |
| El País octubre de 2012             | Conocimiento (%)                                | 92%                | -                 | 43%                 | 39%                    | 32%                    | 19%        | -                            | -                   | -               | -                           | -                          | -                       |
| 2013                                |                                                 |                    |                   |                     |                        |                        |            |                              |                     |                 |                             |                            |                         |
| El País octubre de 2013             | Valoración (sobre 10)                           | 3,9                | 3,9               | 4,5                 | 5,9                    | 4,7                    | 5,0        | -                            | -                   | -               | -                           | -                          | -                       |
| El País octubre de 2013             | Conocimiento (%)                                | 94%                | 97%               | 53%                 | 43%                    | 36%                    | 22%        | -                            | -                   | -               | -                           | -                          | -                       |
| eldiario.es noviembre de 2013       | Valoración (sobre 10)                           | 4                  | -                 | 4,3                 | 5,5                    | 4,8                    | 5,2        | -                            | -                   | -               | -                           | -                          | -                       |
| eldiario.es noviembre de 2013       | Conocimiento (%)                                | 91,1%              | -                 | 43,8%               | 39,2%                  | 28,1%                  | 13,9%      | -                            | -                   | -               | -                           | -                          | -                       |
| 2014                                |                                                 |                    |                   |                     |                        |                        |            |                              |                     |                 |                             |                            |                         |
| Radio Valencia marzo de 2014        | Valoración (sobre 10)                           | 2,08               | 2,21              | 2,71                | 4,01                   | 2,81                   | 2,59       | 2,27                         | -                   | 2,77            | 1,83                        | -                          | -                       |
| Radio Valencia marzo de 2014        | Conocimiento (%)                                | 91,9%              | 93,9%             | 68,1%               | 73,2%                  | 60,6%                  | 52%        | 50,1%                        | -                   | 89,6%           | 44,1%                       | -                          | -                       |
| El País octubre de 2014             | Valoración (sobre 10)                           | 3,2                | 3,3               | 4,3                 | 5,9                    | 4,7                    | 5,3        | 4,2                          | -                   | -               | -                           | -                          | -                       |
| El País octubre de 2014             | 'Conocimiento (%)'                              | 94%                | 98%               | 60%                 | 54%                    | 37%                    | 22%        | 37%                          | -                   | -               | -                           | -                          | -                       |
| valenciaplaza.com noviembre de 2014 | Valoración (sobre 10)                           | 3,26               | 3,07              | 3,76                | 5,11                   | 4,02                   | 4,02       | -                            | -                   | 3,92            | -                           | -                          | -                       |
| valenciaplaza.com noviembre de 2014 | Conocimiento (%)                                | 92,8%              | 96,8%             | 60,0%               | 47,5%                  | 31,3%                  | 17,3%      | 18,5%                        | -                   | 83,3%           | 2,0%                        | -                          | -                       |
| 2015                                |                                                 |                    |                   |                     |                        |                        |            |                              |                     |                 |                             |                            |                         |
| PSPV-PSOE marzo de 2015             | Valoración (sobre 10)                           | 3,73               | -                 | 4,86                | 5,24                   | -                      | -          | 4,08                         | -                   | -               | -                           | -                          | 4,14                    |
| PSPV-PSOE marzo de 2015             | Conocimiento (%)                                | 91,1%              | -                 | 61,2%               | 48,1%                  | -                      | -          | 18,5%                        | -                   | -               | -                           | -                          | 9,8%                    |
| El Mundo abril de 2015              | Valoración (sobre 10)                           | 4,2                | -                 | 4,2                 | 4,8                    | -                      | -          | 3,9                          | -                   | 4,2             | -                           | 4,7                        | 4,2                     |
| El Mundo abril de 2015              | Conocimiento (%)                                | 88,8%              | -                 | 73,3%               | 65%                    | -                      | -          | 54,3%                        | -                   | 76,4%           | -                           | 62%                        | 57,4%                   |
| El País abril de 2014               | Valoración (dif. apoyo/rechazo)                 | -21                | -32               | +9                  | +44                    | -                      | -          | +20                          | +14                 | -               | -                           | +27                        | +12                     |
| El País abril de 2014               | Conocimiento (%)                                | 92%                | 100%              | 61%                 | 52%                    | -                      | -          | 23%                          | 10%                 | -               | -                           | 33%                        | 16%                     |
| Radio Valencia abril de 2014        | Valoración buena y muy buena (%)                | 14,4%              | -                 | 9,6%                | 38,4%                  | -                      | -          | 10,2%                        | 3,8%                | -               | -                           | 12,6%                      | 5,9%                    |
| Radio Valencia abril de 2014        | Valoración regular (%)                          | 22,6%              | -                 | 28,4%               | 18,8%                  | -                      | -          | 15,4%                        | 12,4%               | -               | -                           | 19,3%                      | 9,6%                    |
| Radio Valencia abril de 2014        | Valoración mala y muy mala (%)                  | 55,9%              | -                 | 29,4%               | 15,6%                  | -                      | -          | 8,2%                         | 7%                  | -               | -                           | 9,3%                       | 9,1%                    |
| Radio Valencia abril de 2014        | No conozco y no valoro (%)                      | 7,1%               | -                 | 32,6%               | 27,2%                  | -                      | -          | 66,2%                        | 76,8%               | -               | -                           | 59,3%                      | 75,4%                   |
| CIS mayo de 2015                    | Valoración (sobre 10)                           | 3,24               | -                 | 3,81                | 4,80                   | -                      | -          | 4,14                         | -                   | 3,60            | -                           | -                          | -                       |
| CIS mayo de 2015                    | Conocimiento (%)                                | 88,1%              | -                 | 44,8%               | 42,6%                  | -                      | -          | 12,6%                        | -                   | 61,1%           | -                           | -                          | -                       |
| Levante-EMV mayo de 2015            | Valoración (sobre 10)                           | 3,44               | -                 | 4,72                | 6,01                   | -                      | -          | 4,88                         | 3,74                | -               | -                           | 4,64                       | 4,22                    |
| Levante-EMV mayo de 2015            | Conocimiento (%)                                | 93,4%              | -                 | 52,9%               | 45,4%                  | -                      | -          | 20%                          | 8,2%                | -               | -                           | 31,3%                      | 13,8%                   |
| Levante-EMV mayo de 2015            | Índice de relevancia (conoci./valor.)           | 32,1%              | -                 | 25%                 | 27,3%                  | -                      | -          | 9,8%                         | 3,1%                | -               | -                           | 14,5%                      | 5,8%                    |
| ABC mayo de 2015                    | Preferencia de Presidente de la Generalidad (%) | 16,9%              | -                 | 8,7%                | 9%                     | -                      | -          | 2,3%                         | -                   | -               | -                           | 5,5%                       | 6,3%                    |
| El Mundo mayo de 2015               | Valoración (sobre 10)                           | 4,05               | -                 | 4,30                | 5,50                   | -                      | -          | 5,14                         | 4,05                | -               | -                           | 5,06                       | 4,95                    |
| El Mundo mayo de 2015               | Conocimiento (%)                                | 88,1%              | -                 | 62,7%               | 46,2%                  | -                      | -          | 12,6%                        | 9,2                 | -               | -                           | 33,1                       | 20,6                    |
| Sondeo                              | Sondeo                                          | Fabra              | Barberá           | Puig                | Oltra                  | Morera                 | Sanz       | Blanco                       | Andújar             | Cantó           | Marí                        | Punset                     | Montiel                 |

## Jornada electoral
La jornada electoral comenzó en los 2236 colegios electorales de la Comunidad Valenciana a las 8:00 de la mañana con la constitución de las 5.762 mesas electorales en sus sedes por parte de los presidentes de mesa, vocales y suplentes, la presentación de los interventores de los partidos políticos y la constatación de la presencia de todos los elementos necesarios para la votación. Tras levantarse el acta de constitución de mesa, a las 8:30 horas, los colegios electorales abrieron sus puertas a las 9:00 de la mañana para que los ciudadanos inscritos en ellos comenzaran a votar. Los colegios permanecieron abiertos durante toda la jornada electoral contando en todo momento con la presencia de, al menos, dos de los miembros de la mesa.
Las votaciones terminaron a las 20:00 horas con el cierre del colegio electoral, la introducción en las urnas de los votos remitidos por correo y la votación por parte de los miembros de la mesa electoral (presidente, vocales e interventores). A continuación tuvo lugar el escrutinio de los votos con la presencia de todos los miembros de la mesa electoral, en el que el presidente y los vocales leyeron y mostraron cada uno de los votos a los interventores y apoderados de los partidos. Tras finalizar este se destruyeron las papeletas de voto, salvo aquellas declaradas nulas y se anunció públicamente el resultado de la votación. Finalmente se levantó el acta de escrutinio con los resultados y las actas de la sesión que se entregaron en el juzgado de primera instancia y en la oficina de correos que correspondía.

### Participación
A lo largo de la jornada se dieron a conocer los datos de participación en las elecciones en dos ocasiones, así como la participación final.
|  | 42,76 % |

|  | 42,33 % |

|  | 55,71 % |

|  | 56,55 % |

|  | 70,20 % |

|  | 69,55 % |

#### Voto por correo CER y CERA

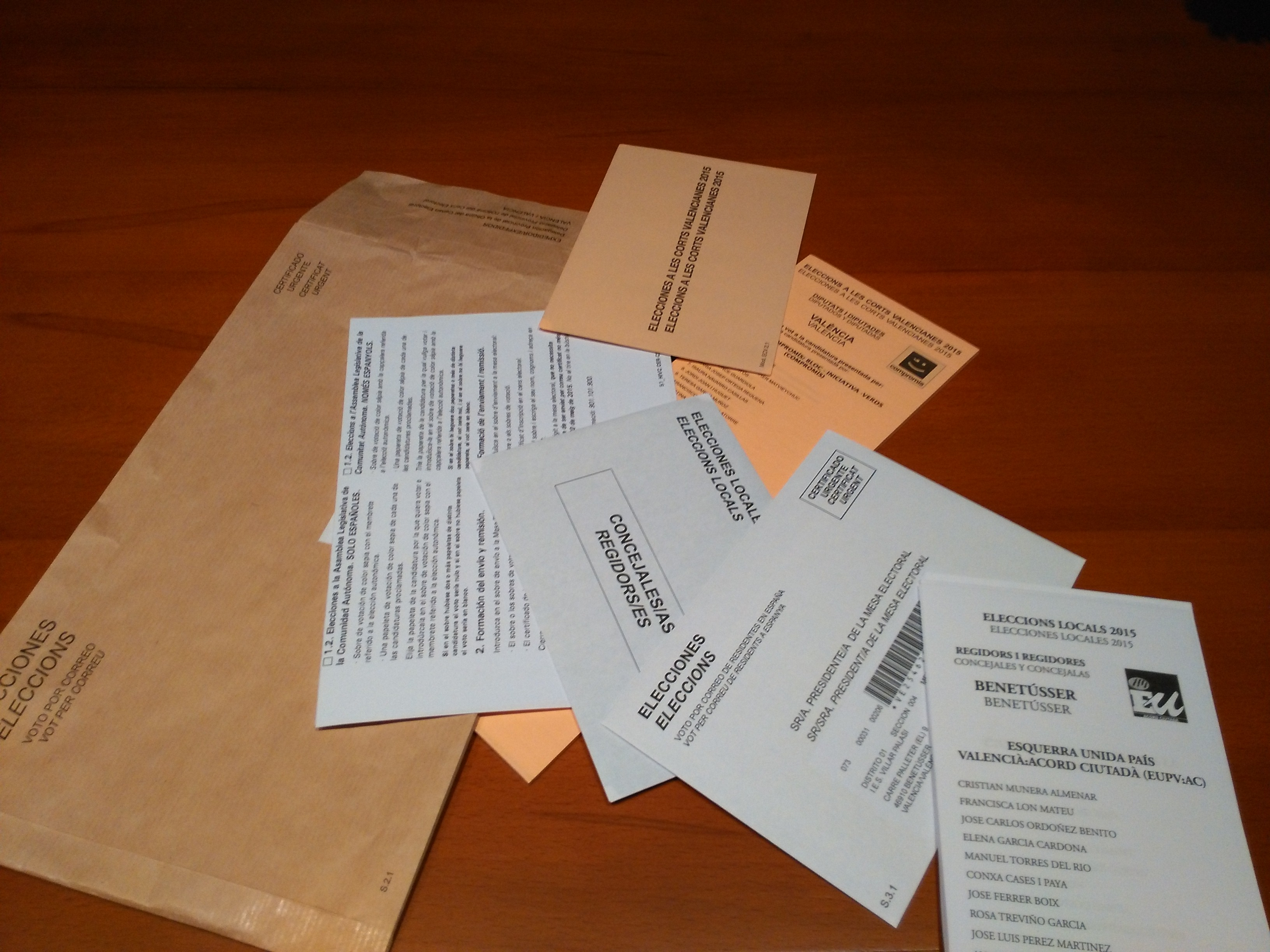
Pack para votar por correo en la circunscripción electoral de Valencia

Las solicitudes de voto por correo aceptadas para las elecciones del 24 de mayo de 2015, tanto de electores españoles residentes en España (CER) como de electores españoles residentes-ausentes que viven en el extranjero (CERA), aumentaron en la Comunidad Valenciana respecto a las anteriores elecciones en 2.460.
| ← Elecciones a las Cortes Valencianas de 2015 → Voto por correo | ← Elecciones a las Cortes Valencianas de 2015 → Voto por correo | ← Elecciones a las Cortes Valencianas de 2015 → Voto por correo | ← Elecciones a las Cortes Valencianas de 2015 → Voto por correo | ← Elecciones a las Cortes Valencianas de 2015 → Voto por correo | ← Elecciones a las Cortes Valencianas de 2015 → Voto por correo | ← Elecciones a las Cortes Valencianas de 2015 → Voto por correo | ← Elecciones a las Cortes Valencianas de 2015 → Voto por correo |
| Circunscripción                                                 | CER                                                             | CER                                                             | CER                                                             | CERA                                                            | CERA                                                            | CERA                                                            |                                                                 |
| Circunscripción                                                 | 2011                                                            | 2015                                                            | pp                                                              | 2011                                                            | 2015                                                            | pp                                                              |                                                                 |
| --------------------------------------------------------------- | --------------------------------------------------------------- | --------------------------------------------------------------- | --------------------------------------------------------------- | --------------------------------------------------------------- | --------------------------------------------------------------- | --------------------------------------------------------------- | --------------------------------------------------------------- |
| Alicante                                                        | 18.583                                                          | 19.495                                                          | 912                                                             | 1.685                                                           | 1.809                                                           | 124                                                             |                                                                 |
| Castellón                                                       | 8.604                                                           | 7.065                                                           | 1.539                                                           | 508                                                             | 597                                                             | 89                                                              |                                                                 |
| Valencia                                                        | 27.529                                                          | 29.924                                                          | 2.395                                                           | 3.130                                                           | 3.609                                                           | 479                                                             |                                                                 |
| Total CV                                                        | 54.716                                                          | 56.484                                                          | 1.768                                                           | 5.323                                                           | 6.015                                                           | 692                                                             |                                                                 |
| Fuente: Generalidad Valenciana                                  |                                                                 |                                                                 |                                                                 |                                                                 |                                                                 |                                                                 |                                                                 |

### Sondeos del día de las elecciones
La Generalidad Valenciana encargó la realización de un sondeo a pie de urna, que consistió en la realización de 24.000 entrevistas durante la jornada electoral en las puertas de 200 colegios electorales, por el cual pagó 72.600 euros. El motivo por el que fue la Generalidad Valenciana la que encargó el sondeo directamente, se debió al cierre en el año 2013 del ente público Radiotelevisión Valenciana, el cual era el encargado en las convocatorias electorales anteriores de contratar estos sondeos.
La intención que tenía el Gobierno valenciano era la de no difundir la información obtenida mediante este sondeo, a lo que los socialistas respondieron solicitando que el sondeo, sufragado con fondos públicos, no fuera para uso exclusivo del Gobierno sino que estuviera también al alcance de la oposición. Ante la negativa por parte del Consejo de la Generalidad, el PSPV presentó un recurso ante la Junta Electoral, en el que solicitaba que se facilitara a los partidos políticos con representación parlamentaria, en tiempo real a su recepción, la información que fuera recibiendo la empresa adjudicataria de la licitación, ya que según el diputado socialista Rafael Rubio el conocimiento de dicha información era importante tanto para el Consejo de la Generalidad como para el resto de formaciones políticas.
Finalmente la Junta Electoral de la Comunidad Valenciana emitió una resolución en la que obligaba al Consejo de la Generalidad a compartir la información con el resto de partidos, pero a las 21 horas (tras el cierre de urnas), así como también con la Junta Electoral.
Asimismo, el día de las elecciones, también tras el cierre de las urnas, a las 20:00 horas, GAD3 publicó en Antena 3 los resultados en escaños de las encuestas que había venido realizando durante las dos últimas semanas. 
| Sondeo | Sondeo     | PPCV  | PSPV-PSOE | Compromís | Ciudadanos | Podemos | Acord Ciutadà |
| --- | ---------- | ----- | --------- | --------- | ---------- | ------- | ------------- |
| Emer G.F.K. (15.864) - Generalidad Valenciana Margen de error: ±0,4% Fecha toma de datos: 24 de mayo de 2015 | Porcentaje | 31,2% | 19,4%     | 15,5%     | 12,5%      | 11,5%   | 3,8%          |
| Emer G.F.K. (15.864) - Generalidad Valenciana Margen de error: ±0,4% Fecha toma de datos: 24 de mayo de 2015 | Escaños    | 35-37 | 22-23     | 15-16     | 13-14      | 12-13   | 0             |
| GAD3 (?) - Antena 3 Margen de error: ±? Fecha toma de datos: dos semanas anteriores                          | Escaños    | 33-35 | 22-24     | 13-15     | 13-15      | 12-13   | 0-3           |

### Resultado
Según el escrutinio oficial, publicado el 27 de mayo del 2015, de las 27 candidaturas presentadas, 5 de ellas obtuvieron representación. La lista más votada fue la del Partido Popular de la Comunidad Valenciana con el PSPV-PSOE en segunda posición. En estas elecciones entraron dos nuevos partidos en las Cortes: Ciudadanos y Podemos. Por otro lado, Compromís, que ya tenía representación, aumentó el número de diputados. La única fuerza política que perdió su representación fue EUPV, ya que la coalición en la que se integró para las elecciones (Acord Ciutadà) no superó la barrera del 5 % en ninguna circunscripción electoral.

#### Autonómico
|  | 26,23 % |

|  | 20,28 % |

|  | 18,20 % |

|  | 12,31 % |

|  | 11,25 % |

|  | 4,26 % |

|  | 4,71 % |

|  | 1,36 % |

|  | 69,55 % |

#### Por circunscripciones

Número de diputados por circunscripción

|  | 65,95 % |

|  | 71,08 % |

|  | 71,54 % |

#### Voto CERA
El votos de los valencianos y las valencianas mayores de edad residentes en el extranjero inscritos en el Censo Electoral de Residentes Ausentes (CERA), es decir, aquellos que están inscritos como residentes en el Registro de Matrícula de la Oficina Consular que corresponda a la demarcación en la que tienen su domicilio, estuvo custodiado por las Juntas Electorales Provinciales hasta el 27 de mayo, día que se procedió al escrutinio general. Ese día a las ocho de la mañana, las tres Juntas Electorales Provinciales se constituyeron en Mesas electorales con los interventores que a tal efecto designaron las candidaturas concurrentes, y a continuación los Presidentes procedieron a introducir en las urnas los sobres de votación de los residentes ausentes recibidos hasta ese día, mientras tanto los Secretarios anotaron los nombres de los votantes en las correspondientes listas. Una vez introducidos todos los votos en la urna, las Juntas escrutaron todos los votos e incorporaron los resultados al escrutinio general. A rasgos generales Compromís fue la formación con más votos, 583 sufragios, el 23,6 % de los sufragios emitidos, que fueron 2469. Le siguió Podemos, con 531 apoyos, el 21,5 %. Entre ambos suman casi la mitad (45,1 %). El PP fue tercero, con 339 sufragios (13,7 %), seguido del PSOE, 333 (13,5 %); Ciudadanos, 274 (11,1 %); y EU, 125 (5,1 %).

#### Diputados electos
Tras estos resultados, la Junta Electoral de la Comunidad Valenciana proclamó como diputados de las Cortes Valencianas para la legislatura 2015-2019 a los siguientes candidatos:
| Elecciones a las Cortes Valencianas de 2015 Diputados electos | Elecciones a las Cortes Valencianas de 2015 Diputados electos | Elecciones a las Cortes Valencianas de 2015 Diputados electos | Elecciones a las Cortes Valencianas de 2015 Diputados electos | Elecciones a las Cortes Valencianas de 2015 Diputados electos |
| Candidatura                                                   | Candidatura                                                   | Alicante | Castellón | Valencia |
| ------------------------------------------------------------- | ------------------------------------------------------------- | --- | --- | --- |
|                                                               | PPCV (31 diputados)                                           | 1. José Ciscar Bolufer 2. Eva Ortiz Vilella 3. José Juan Zaplana López 4. César Sánchez Pérez 5. Elisa Díaz González 6. Manuel Pérez Fenoll 7. María Remedios Yáñez Motos 8. José Salas Maldonado 9. María Teresa Parra Almiñana 10. Antoni Joan Bertomeu Vallés 11. Juan de Dios Navarro Caballero | 1. Isabel Plácida Bonig Trigueros 2. Alejandro Font de Mora Turón 3. Vicente Casanova Claramonte 4. Máximo Hartwig Buch Torralva 5. Beatriz Gascó Enríquez 6. Rubén Ibáñez Bordonau 7. Miguel Ángel Mulet Taló 8. Marta Gallén Peris | 1. Alberto Fabra Part 2. María Rita Barberá Nolla 3. Juan Carlos Moragues Ferrer 4. María José Català Verdet 5. Jorge Bellver Casaña 6. María José Ferrer San Segundo 7. Manuel María Llombart Fuertes 8. Alfredo Cesáreo Castelló Sáez 9. Verónica Marcos Puig 10. Vicente Betoret Coll 11. Luis Javier Santamaría Ruiz 12. María Bernal Talavera |
|                                                               | PSPV-PSOE (23 diputados)                                      | 1. Julián López Milla 2. Noelia Hernández Sánchez 3. David Cerdán Pastor 4. Antonio Torres Salvador 5. Ana Barceló Chico 6. Manuel Pineda Cuenca 7. María Sandra Martín Pérez 8. Vicente Arques Cortés 9. Antonia Serna Serrano                                                                     | 1. Joaquim Francesc Puig Ferrer 2. Eva Alcón Soler 3. Francesc Colomer Sánchez 4. Clara Tirado Museros 5. Enrique Vidal Pérez 6. María José Salvador Rubert                                                                          | 1. María José Mira Veintimilla 2. Fernando González Delgado 3. Carmen Amoraga Toledo 4. Manuel Mata Gómez 5. Rosa Peris Cervera 6. Alfred Boix Pastor 7. Carmen Martínez Ramírez 8. José Muñoz Lladró |
|                                                               | Compromís (19 diputados)                                      | 1. Mireia Mollà Herrera 2. Rafael Climent González 3. José Ramón Nadal Sendra 4. Cristina Rodríguez Armigen 5. María del Ángel Campello Moreno | 1. Vicent Marzà Ibáñez 2. Mónica Álvaro Cerezo 3. Belén Bachero Traver 4. Víctor García Tomás | 1. Mónica Oltra Jarque 2. Enric Xavier Morera Català 3. Graciela Noemí Ferrer Matvieychuc 4. Francesc Xavier Ferri Fayos 5. Juan Ignacio Ponce Guardiola 6. Maria Josep Ortega Requena 7. Isaura Navarro Casillas 8. Jordi Joan Huguet 9. Teresa García Muñoz 10. Francisco Javier García Latorre                                                  |
|                                                               | Ciudadanos (13 diputados)                                     | 1. Emigdio Tormo Moratalla 2. Emilio Argüeso Torres 3. María del Carmen Sánchez Zamora 4. Antonio Joaquín Woodward Poch 5. Rosa María García González | 1. Mercedes Ventura Campos 2. David de Miguel Martínez 3. Alberto García Salvador | 1. Carolina Clara Punset Bannel 2. Alexis Frederic Marí Malonda 3. Juan Ginés Córdoba Cortijo 4. Antonio Subiela Chico 5. María José García Jiménez |
|                                                               | Podem (13 diputados)                                          | 1. María Luz Quiñonero Hernández 2. Antonio Estañ García 3. Beatriz Gascó Verdier 4. José Francisco Almería Serrano 5. Covadonga Peremarch Palomares | 1. César Jiménez Doménech 2. Cristina Cabedo Laborda 3. Marc Pallarés Piquer | 1. José Antonio Montiel Márquez 2. Sandra Mínguez Corral 3. David Torres García 4. Fabiola Meco Tébar 5. Daniel Geffner Sclarsky |
| Fuente: Cortes Valencianas                                    |                                                               | | | |

## Investidura de los nuevos cargos

### Constitución de las Cortes y elección de sus órganos de gobierno
Cuando se constituyeron las nuevas Cortes Valencianas, el 11 de junio de 2015, los grupos políticos eligieron a sus representantes en la Mesa de las Cortes, incluido el presidente de las Cortes Valencianas, así como los miembros de las comisiones y delegaciones parlamentarias.
| Órganos políticos de la IX Legislatura | Órganos políticos de la IX Legislatura                              | Órganos políticos de la IX Legislatura | Órganos políticos de la IX Legislatura | Órganos políticos de la IX Legislatura |
| Cargo                                  | Titular                                                             | Partido                                |                                        |                                        |
| -------------------------------------- | ------------------------------------------------------------------- | -------------------------------------- | -------------------------------------- | -------------------------------------- |
| Presidente de las Cortes Valencianas   | Francesc Colomer del 11 de junio al 1 de julio de 2015 Enric Morera | PSPV-PSOE Compromís                    |                                        |                                        |
| Vicepresidente primero                 | Enric Morera del 11 de junio al 1 de julio de 2015 Carmen Martínez  | Compromís PSPV-PSOE                    |                                        |                                        |
| Vicepresidente segundo                 | Alejandro Font de Mora                                              | PPCV                                   |                                        |                                        |
| Secretario primero                     | Emilio Argüeso                                                      | Ciudadanos                             |                                        |                                        |
| Secretario segundo                     | Marc Pallarés                                                       | Podemos                                |                                        |                                        |
| Síndica del Grupo Popular              | Isabel Bonig                                                        | PPCV                                   |                                        |                                        |
| Síndico del Grupo Socialista           | Manuel Mata                                                         | PSPV-PSOE                              |                                        |                                        |
| Síndico del Grupo Compromís            | Fran Ferri                                                          | Compromís                              |                                        |                                        |
| Síndica del Grupo de Ciudadanos        | Carolina Punset                                                     | Ciudadanos                             |                                        |                                        |
| Síndico del Grupo de Podemos           | Antonio Montiel                                                     | Podemos                                |                                        |                                        |
| Fuente: Cortes Valencianas             |                                                                     |                                        |                                        |                                        |

### Elección e investidura del presidente de la Generalidad
Las votaciones para la investidura del presidente de la Generalidad en las Cortes Valencianas tuvieron este resultado:
| Resultado de la votación de investidura del Presidente de la Generalidad Valenciana | Resultado de la votación de investidura del Presidente de la Generalidad Valenciana | Resultado de la votación de investidura del Presidente de la Generalidad Valenciana | Resultado de la votación de investidura del Presidente de la Generalidad Valenciana | Resultado de la votación de investidura del Presidente de la Generalidad Valenciana | Resultado de la votación de investidura del Presidente de la Generalidad Valenciana | Resultado de la votación de investidura del Presidente de la Generalidad Valenciana | Resultado de la votación de investidura del Presidente de la Generalidad Valenciana | Resultado de la votación de investidura del Presidente de la Generalidad Valenciana |
| Candidato                                                                           | Fecha                                                                               | Voto                                                                                | PPCV                                                                                | PSPV-PSOE                                                                           | Compromís                                                                           | Ciudadanos                                                                          | Podemos                                                                             | Total                                                                               |
| ----------------------------------------------------------------------------------- | ----------------------------------------------------------------------------------- | ----------------------------------------------------------------------------------- | ----------------------------------------------------------------------------------- | ----------------------------------------------------------------------------------- | ----------------------------------------------------------------------------------- | ----------------------------------------------------------------------------------- | ----------------------------------------------------------------------------------- | ----------------------------------------------------------------------------------- |
| Ximo Puig (PSPV-PSOE)                                                               | 25 de junio de 2015 Mayoría requerida: Absoluta (50/99)                             | Sí                                                                                  |                                                                                     | 23                                                                                  | 19                                                                                  |                                                                                     | 8                                                                                   | 50/99                                                                               |
| Ximo Puig (PSPV-PSOE)                                                               | 25 de junio de 2015 Mayoría requerida: Absoluta (50/99)                             | No                                                                                  | 31                                                                                  |                                                                                     |                                                                                     | 13                                                                                  |                                                                                     | 44/99                                                                               |
| Ximo Puig (PSPV-PSOE)                                                               | 25 de junio de 2015 Mayoría requerida: Absoluta (50/99)                             | Abs.                                                                                |                                                                                     |                                                                                     |                                                                                     |                                                                                     | 5                                                                                   | 5/99                                                                                |

## Reacciones políticas posteriores

### Dimisiones tras las elecciones
Tras la pérdida de la mayoría absoluta, el líder del Partido Popular y candidato a la reelección, Alberto Fabra comunicó que dejaría la presidencia del partido en la Comunidad Valenciana, aunque en un primer momento dijo que esta dimisión no la realizaría de forma inmediata, ya que se mantendría en el cargo hasta la celebración del siguiente congreso del partido en la comunidad autónoma, el cual estaba previsto que se celebrase en el año 2016, finalmente dejó la presidencia del PPCV y su acta de diputado en las Cortes Valencianas al ser designado senador por la Comunidad Valenciana durante el verano de 2015.
Por su parte, el portavoz de Esquerra Unida y candidato por Acord Ciutadà a la presidencia de la Generalidad Valenciana, Ignacio Blanco, anunció el jueves 28 de mayo su decisión de abandonar todos sus cargos en la Comisión Ejecutiva del partido tras el fracaso de su formación en las elecciones autonómicas.